# St. Maria in Lyskirchen

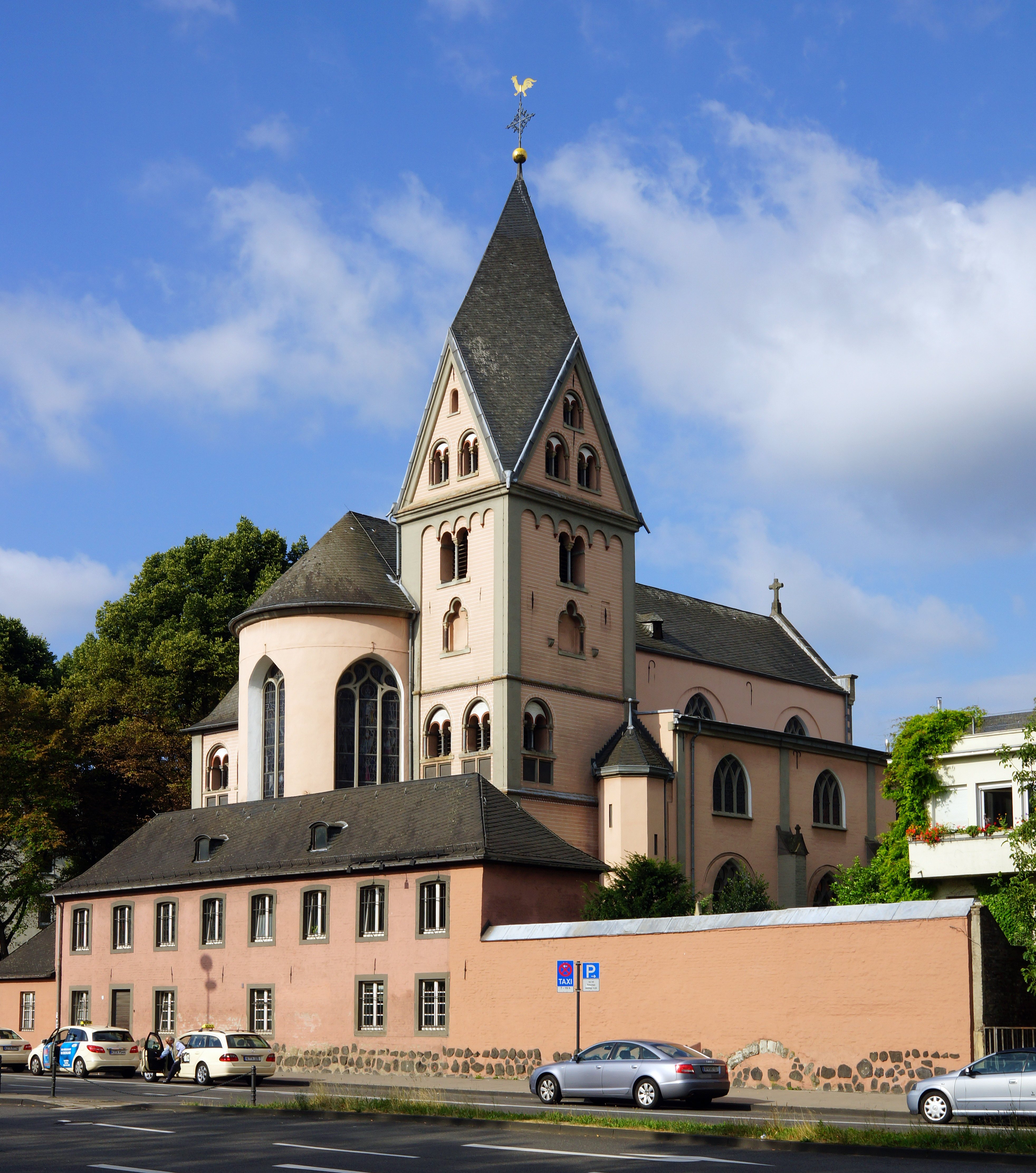
St. Maria in Lyskirchen, Ansicht vom Rheinufer mit Küsterhaus und Sakristei im Vordergrund (2007)

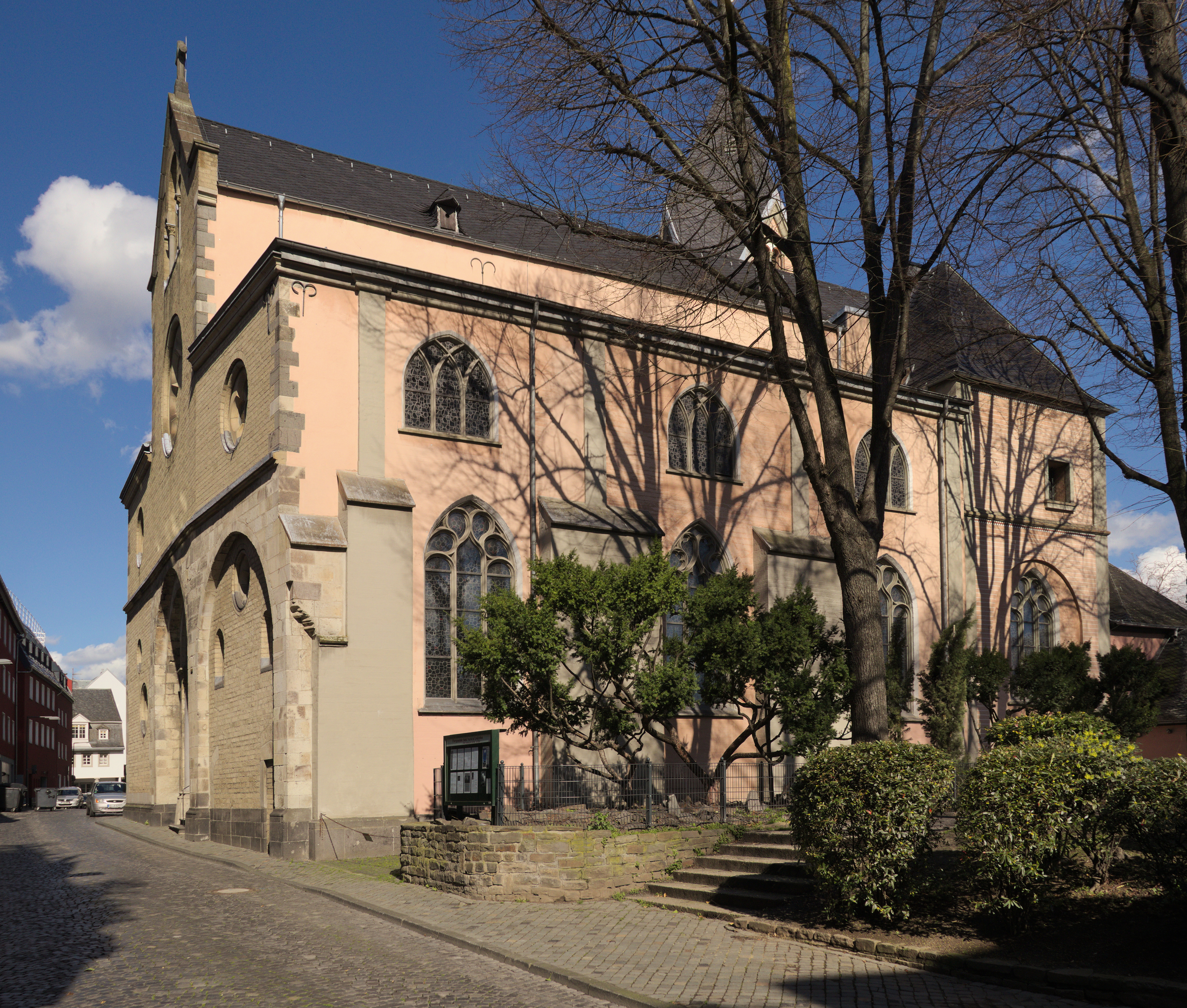
Südwestansicht von In Lyskirchen

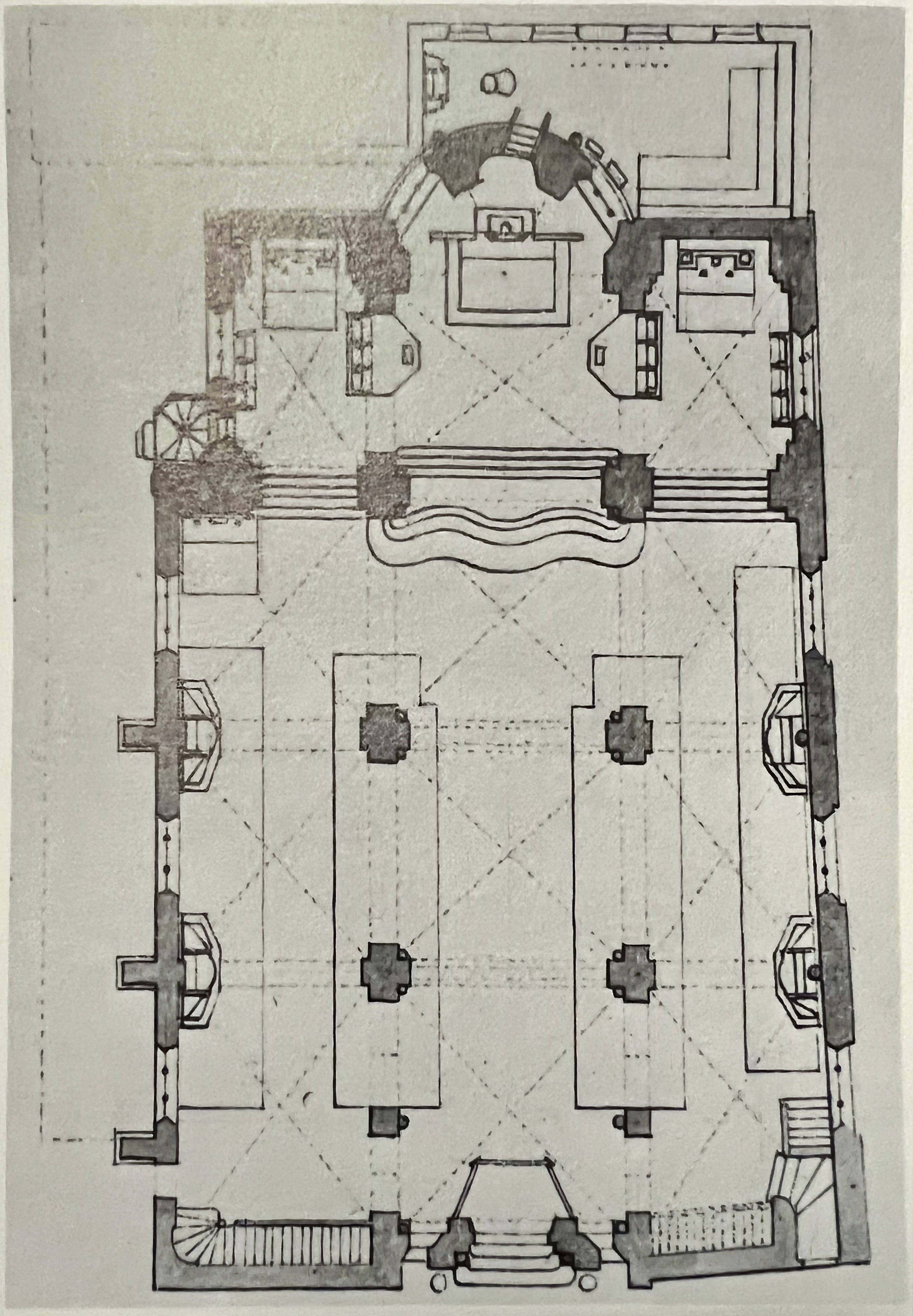
Grundriss der Kirche, 1840 (Verzerrung aufnahmebedingt)

St. Maria in Lyskirchen ist die kleinste der zwölf großen romanischen Basiliken in der Altstadt Kölns. Die römisch-katholische Pfarrkirche gehört zum Erzbistum Köln und steht in der Altstadt-Süd. Sie entstand in ihrer heutigen Form als dreischiffige, an St. Kunibert orientierte Emporenbasilika zwischen 1198/1200 und 1225. St. Maria in Lyskirchen zeichnet sich besonders durch historische Gewölbefresken aus dem 13. Jahrhundert aus, die bei ihr als einziger der zwölf größtenteils erhalten sind, und die Verehrung der Schiffermadonna. Die Benennung Lyskirchen leitet sich wahrscheinlich von einem Herrn Lisolvus oder Lysolfus ab, der den ursprünglichen Bau als Eigenkirche errichtete. Sowohl die Kirche als auch das anliegende Küsterhaus und die Sakristei stehen unter Denkmalschutz.

## Geschichte

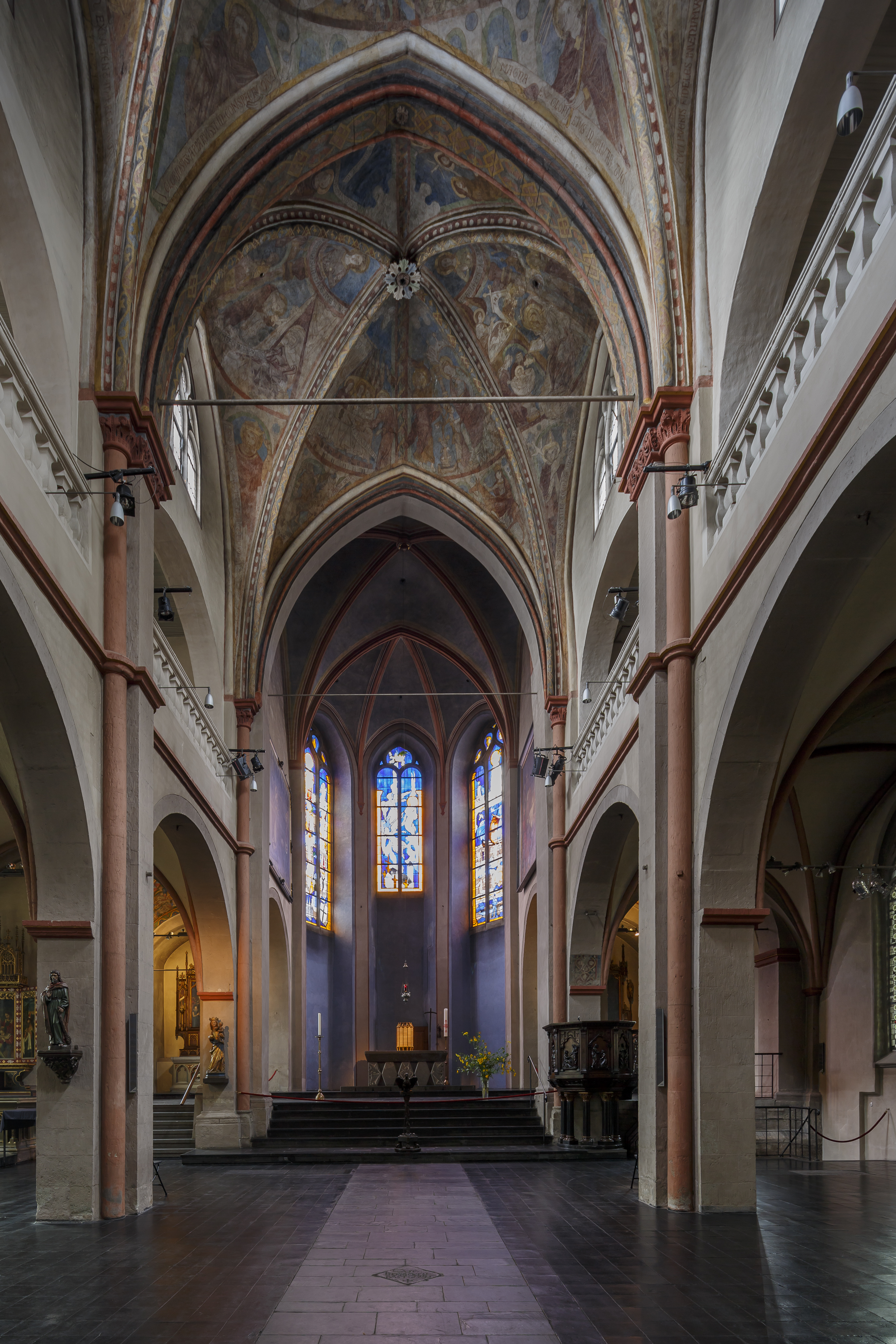
Langhaus und Chor

Der Legende nach soll die Kirche durch den Kölner Bischof Maternus im frühen vierten Jahrhundert gegründet worden sein. Im Jahr 948 wurde erstmals eine private Marienkapelle in Form einer schlichten Saalkirche urkundlich erwähnt. Wahrscheinlich handelte es sich um eine Eigenkirche eines Herrn Lisolvus oder Lysolfus, der in einem Haus unmittelbar nördlich der Kapelle lebte. Aus dem Namen „Lisolfikyrken“ entwickelte sich schließlich „Lyskirchen“. Der Bau wurde im Jahr 1067 durch Erzbischof Anno II. dem von ihm gegründeten Chorherrenstift St. Georg als Pfarrkirche inkorporiert und trug damals den Namen St. Maria in Noithusen. In unmittelbarer Nähe des Rheins und südlich der im Jahr 1106 erweiterten Stadtmauer gelegen, diente sie vorrangig Rheinschiffern zur Andacht. Im 12. Jahrhundert wurde sie wahrscheinlich dreischiffig ausgebaut und um 1135/42 erstmals urkundlich als „ecclesia Lisolvi“ (Kirche des Lisolvus) erwähnt. Über diesen Vorgängerbau haben archäologische Untersuchungen nur wenige Erkenntnisse gebracht. Die Kirche des Lisolvus wurde zur Pfarrkirche des 1106 in die Kölner Stadterweiterung aufgenommenen Fischerdorfes No(i)thusen, das später Airsbach genannt wurde. In unmittelbarer Nähe lebte die Patrizierfamilie Lyskirchen, die in der Folge als Stifter zum weiteren Ausbau der Kirche beitrug. Der Baubeginn von St. Maria in Lyskirchen in ihrer heutigen Form liegt zwischen 1198 und 1200. Wegen der konstanten Hochwassergefahr wurde zuvor der Baugrund erhöht. Um 1225 wurde die Kirche als Emporenbasilika mit leicht irregulärem Grundriss vollendet und erhielt in Anlehnung an St. Kunibert und St. Severin einen zweitürmigen Ostbau mit dazwischenliegender Apsis, um die Kirche zum Rhein hin zu akzentuieren. Wahrscheinlich aufgrund Geldmangels wurde nur der Nordturm fertiggestellt. Die Krypta der Vorgängerkirche wurde aufgegeben und die neue auf den Raum unter Chorquadrat und Apsis beschränkt.
Um 1520/30 wurden die Fächerfenster mit Ausnahme derjenigen der Emporen gegen Spitzbogenfenster mit Fischblasenmaßwerk ausgetauscht, wobei die Fenster der Apsis zweibahniges Maßwerk hatten. Zudem erhielten die Seitenschiffe nach außen hin Strebepfeiler und die Westfassade bekam einen Giebel, der alle drei Schiffe integrierte. Im Jahr 1528 wurde erstmals die Bezeichnung St. Maria in Lyskirchen verwendet. In den Jahren 1658 bis 1662 erfuhr die Kirche einen umfangreichen Umbau des Innenraums, bei dem die Apsis erhöht und Blendbögen, Plattenfries und Zwerggalerie durch hohe gotisierende Maßwerkfenster ersetzt wurden. Dazu wurden die Gewölbe von Chor und Apsis abgetragen und ihre Deckenhöhe der des Mittelschiffes angepasst. Durch diese Umbauten verlor die Apsis ihre Halbkreisform und fiel polygonal aus. Bei den Emporen traten korbbogige Arkaden aus barocken Balustern an die Stelle der Drillingsarkaden, sodass sich die Hochschiffwände der beiden östlichen Joche in voller Breite öffneten, während im westlichen Joch die originalen Drillingsbögen erhalten sind. Im Chor fand 1663/65 ein barocker Hochaltar Eingang, von dem heute nur noch die Statuen der Heiligen St. Nikolaus und Maternus erhalten sind. Die romanischen Fenster der Emporen wurden im Jahr 1697 als Rundbogenfenster mit Gabelmaßwerk erneuert. Der Kirchturm erhielt einen Falthelm, der im 19. Jahrhundert durch ein Rhombendach ersetzt wurde. Außerdem erhielt die Kirche im 17. Jahrhundert einen weißen Anstrich.
Beim Hochwasser im Frühjahr 1784 zerstörten die Fluten und Eisgang einen Teil der Kirchenausstattung, sodass 1785 ein neuer Hochaltar errichtet werden musste. Als 1804 das Chorherrenstift St. Georg säkularisiert wurde, wurde St. Maria in Lyskirchen zur Pfarrkirche. Ab 1850 wurde am Gebäude zunehmender Sanierungsbedarf erkannt. Im Jahr 1860 bekam der Chor einen neuen Hochaltar, der von Vincenz Statz entworfen wurde. Außerdem wurden die Apsisfenster bis 1865 mit Glasmalereien ausgeschmückt und Altäre in den Chorkapellen aufgestellt. Von 1868 bis 1876 fand eine umfangreiche Restaurierung statt, die den Bau teilweise im Stil der Romanik vereinheitlichte, beispielsweise bei der neu gestalteten Westfassade oder den Emporenfenstern. Bei der Neuausstattung des Innenraums wurden 1879 das übertünchte Gewölbefresko aus dem 13. Jahrhundert entdeckt. Bis 1881 wurden die mittelalterlichen Deckengemälde wiederhergestellt und, wie der gesamte Innenraum, von Matthias Goebbels ergänzend im Stil des Historismus übermalt. Die Baumaßnahmen des frühen 20. Jahrhunderts betrafen 1918 die Krypta und 1928/30 den Außenbau. Ab 1934 fand eine erneute Restaurierung der mittelalterlichen Fresken statt, bei der die historistische, nicht mehr dem Zeitgeschmack entsprechende Ausmalung aus dem 19. Jahrhundert entfernt und von Anton Bardenhewer durch eine neue ersetzt wurde. Nur in der nördlichen und südlichen Turmkapelle blieb die Ausmalung von Goebbels erhalten. Bis auf das des Turms zerstörten die alliierten Luftangriffe 1942/43 alle anderen Dächer von St. Maria in Lyskirchen. Zwar stürzte das Tonnengewölbe der Emporen ein, jedoch blieb das Mittelschiffgewölbe mit seiner Ausmalung unzerstört. Der Wiederaufbau der Kirche nach dem Zweiten Weltkrieg begann ab 1947 und dauerte bis 1962. In den Jahren 1972 bis 1977 erfolgte eine erneute Restaurierung der mittelalterlichen Gewölbefresken, wobei alle späteren Übermalungen entfernt wurden. Von 1982 bis 1989 wurde St. Maria in Lyskirchen gemäß Originalbefunden aus der Romanik außen rosafarben, grau und weiß verputzt. Ab 1982 folgte die Aufnahme der Kirche und später von Küsterhaus und Sakristei als Baudenkmäler in die entsprechende Liste für den Stadtteil Altstadt-Süd.

## Baubeschreibung
St. Maria in Lyskirchen hat die Gestalt einer einheitlich gewölbten Emporenbasilika. Das Langhaus ist kurz und dreijochig. Es besteht aus einem Mittel- und zwei Seitenschiffen. Der Chor wird von einer halbrunden Ostapsis und zwei Seitenkapellen eingefasst, über deren nördlicher sich ein Turm erhebt.

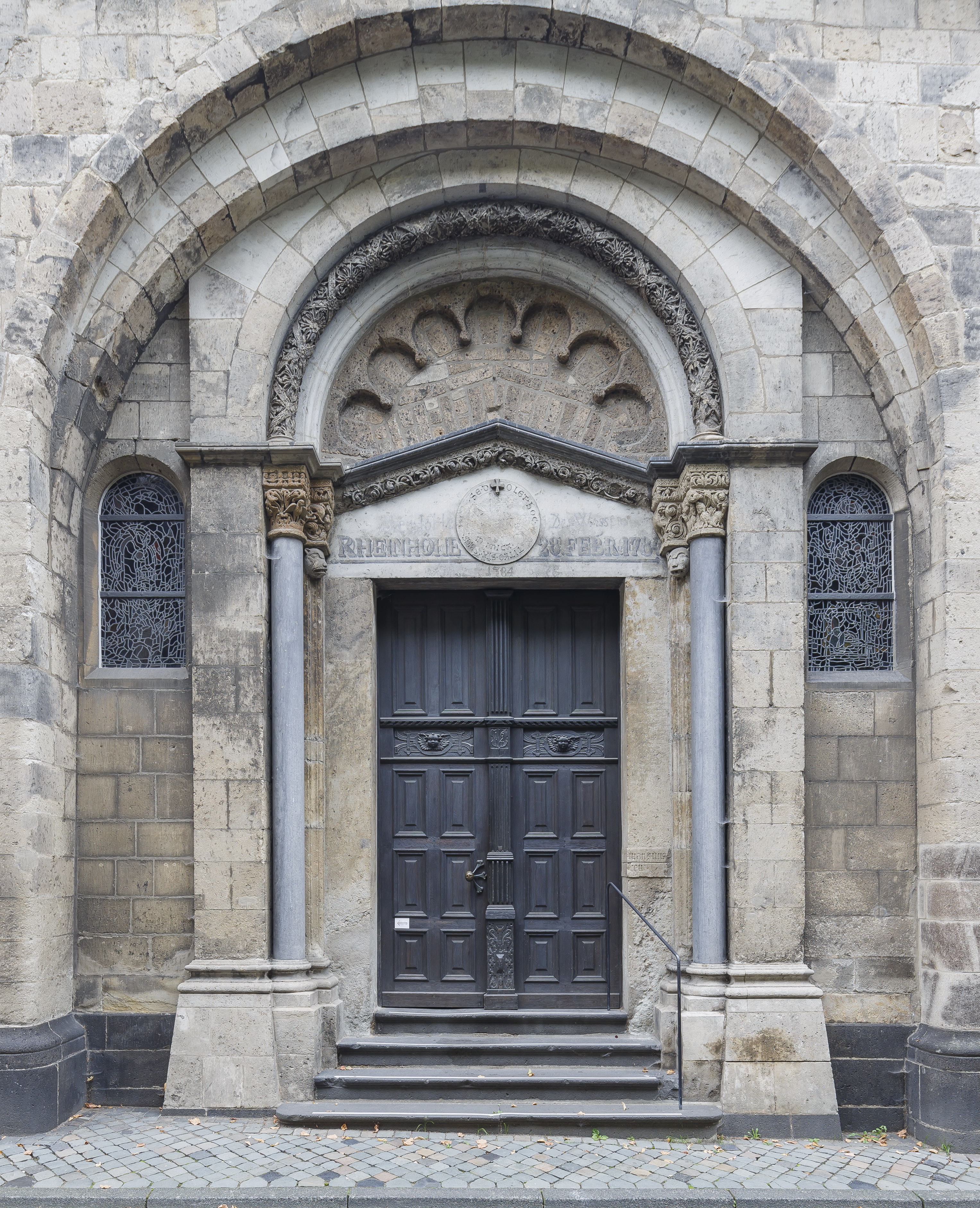
Westportal mit Hochwasserstandsmarke der „Eisflut“ (2014)

### Außenbau
St. Maria in Lyskirchen ist die kleinste der zwölf großen romanischen Kirchen Kölns und ein für die Stauferzeit typischer Kirchenbau. Formbildend für diesen Stil, der sich bei vielen Pfarrkirchen der Spätromanik im Rheinland wiederfindet, war das Langhaus von St. Ursula. Der Nordturm der Ostpartie folgt dem Vorbild von St. Aposteln: Aus dem ursprünglichen Falthelm wurde im 19. Jahrhundert ein Rheinischer Helm gestaltet.
An der Westfassade, deren obere Partien im 19. Jahrhundert neu gefasst wurden, hat sich eines der eigenwilligsten Portale Kölns erhalten: Das von einer Girlande gerahmte Bogenfeld über der säulenflankierten Giebelsturzpforte zeigt einen blinden Zackenbogen, dessen nächste Verwandte in der Westvorhalle von St. Andreas und in den Fächerfenstern von St. Gereon zu finden sind. Über dem Türsturz ist eine Markierung vorhanden, die den Hochwasserstand der „Eisflut“ vom 28. Februar 1784 anzeigt. Insgesamt ist es mit der Vielzahl an figürlichen Darstellungen das am aufwändigsten gestaltete Portal aller romanischen Kirchen in Köln.
Im Sockel des Küsterhauses, das östlich an die Kirche anschließt, ist ein Teil der Stadtmauererweiterung von 1106 erhalten.

### Innenraum
Nördlich und südlich des Chorquadrats öffnen sich die beiden Turmkapellen. Hinter der Ostapsis liegt eine Apsidiole, die die Sakristei bildet. Unter dem Chorquadrat und der Ostapsis liegt die Krypta.

## Ausstattung

### Gewölbefresken

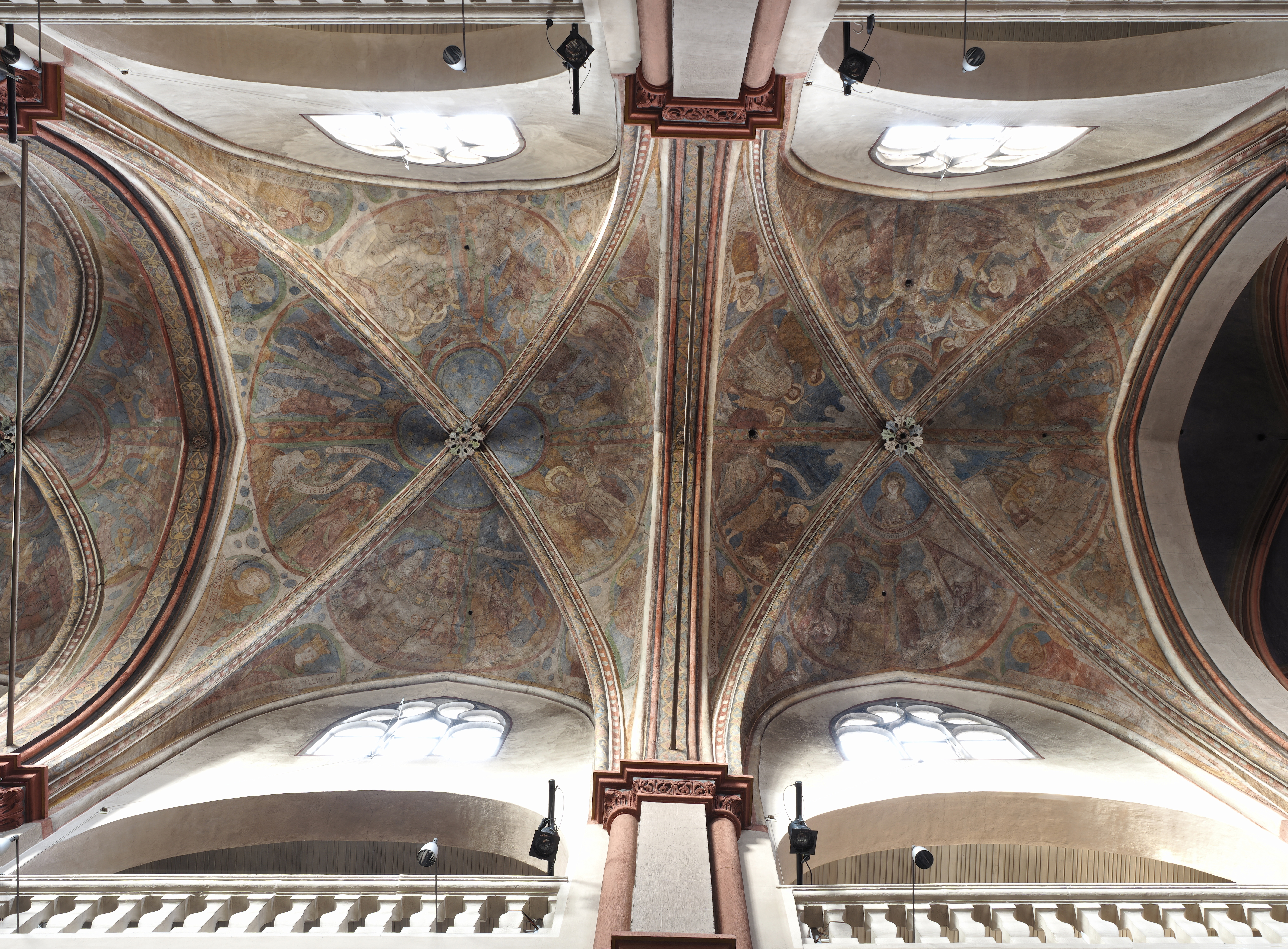
Szenen des Alten (oben) und Neuen Testaments (unten), um 1250

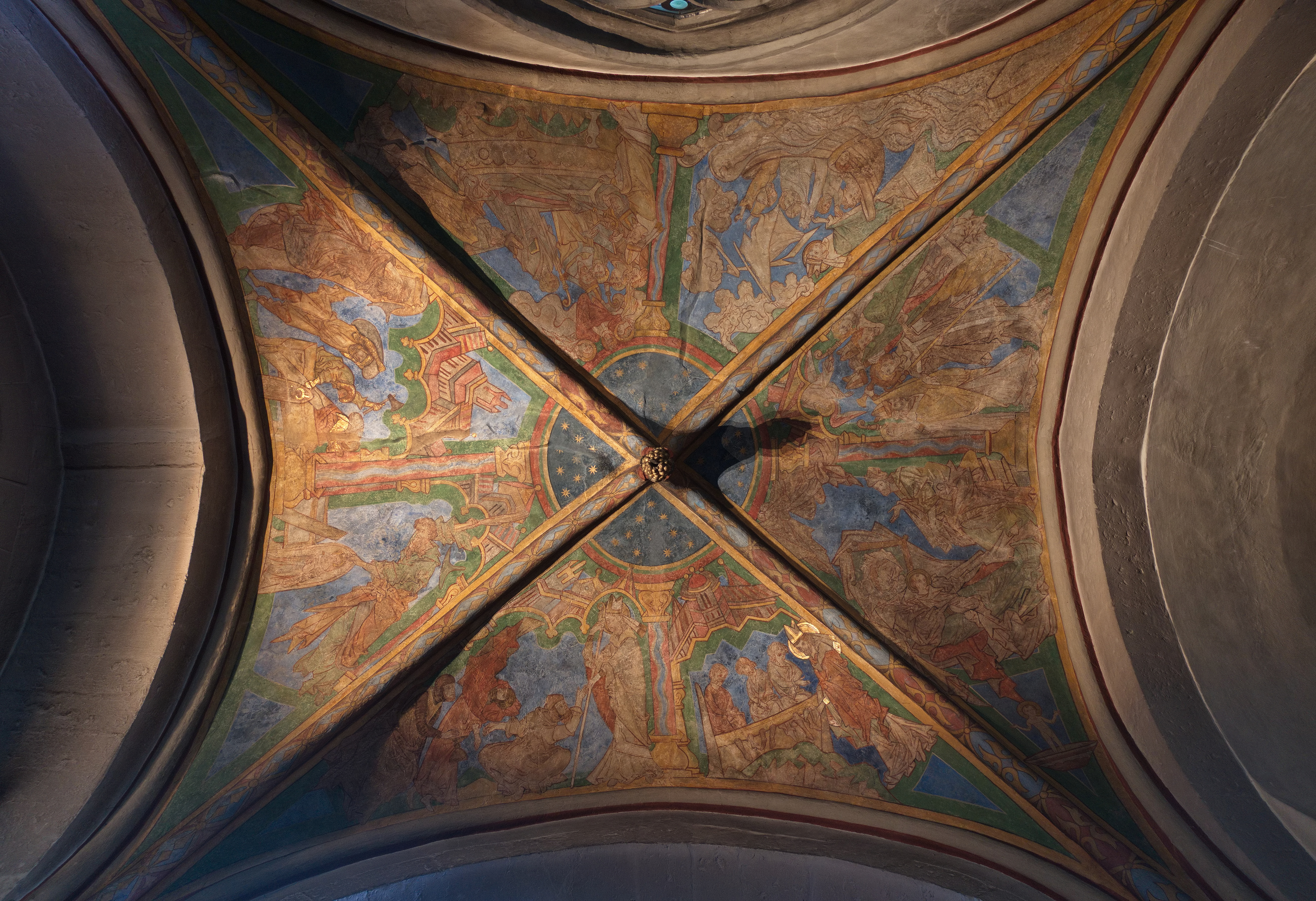
Die Nikolauslegende im Gewölbe der südl. Seitenkapelle, um 1270

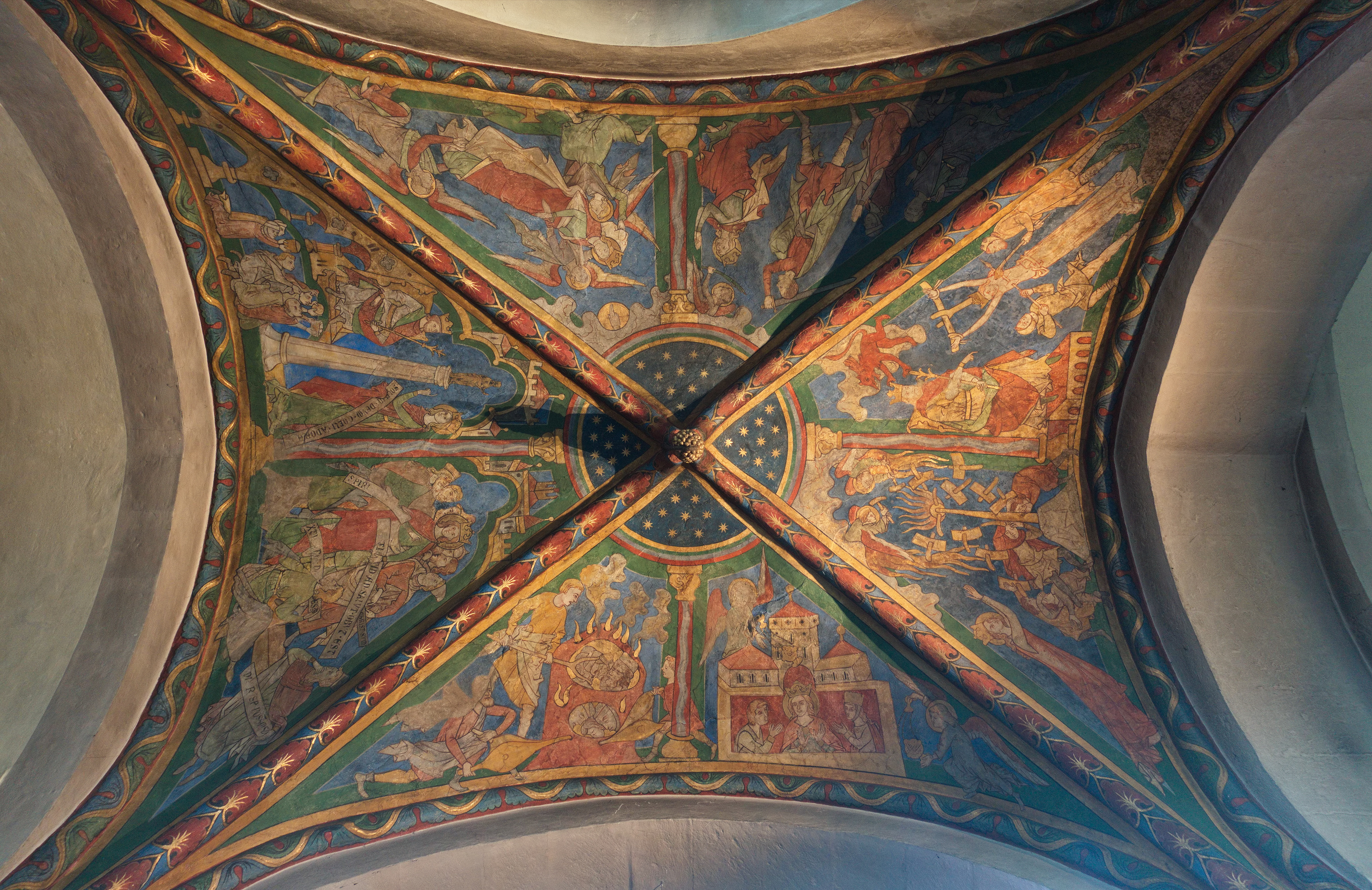
Katharinenlegende der nördlichen Turmkapelle, um 1280

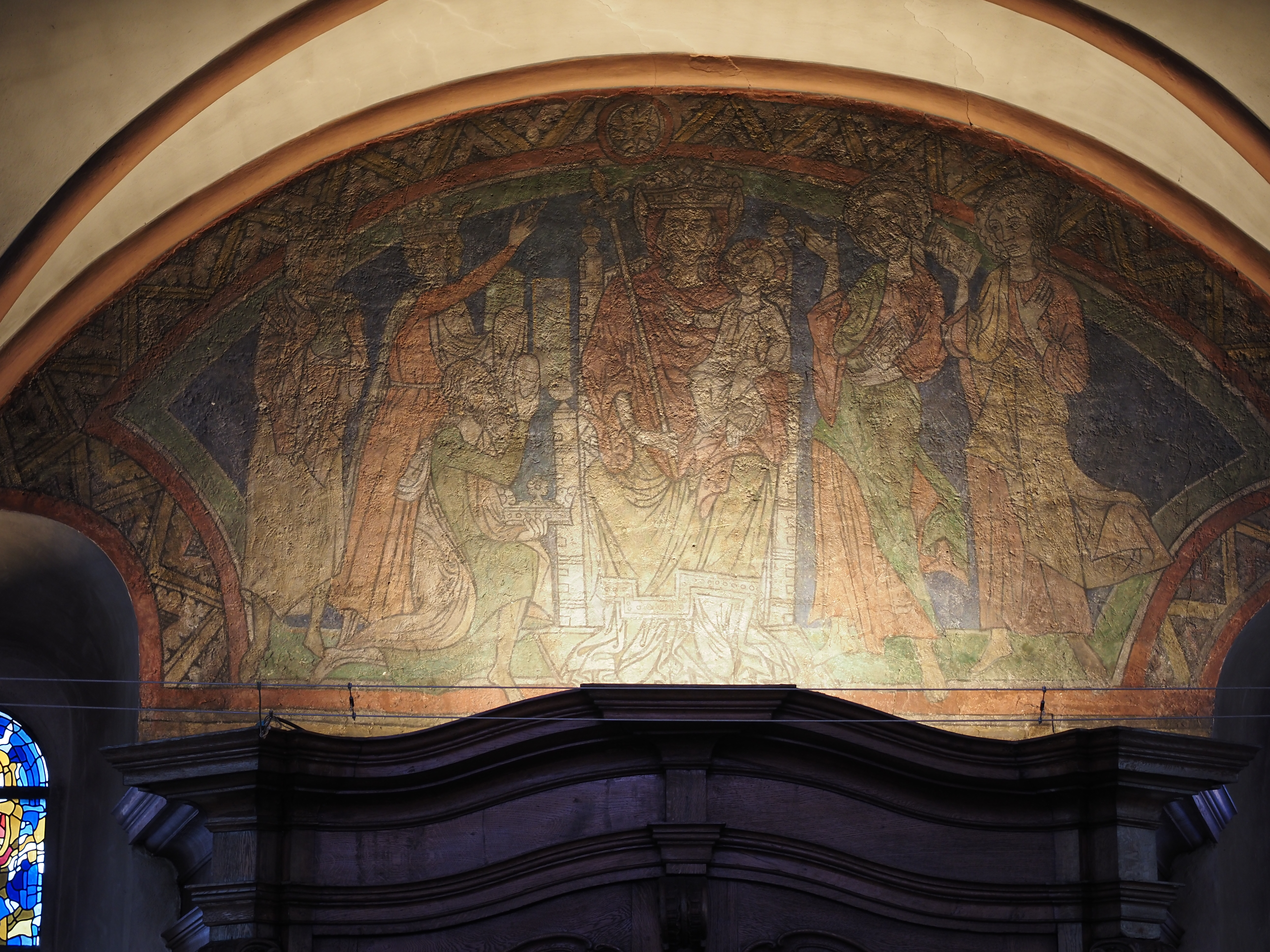
Fresko im Tympanon des Westportals, um 1220/30

St. Maria in Lyskirchen ist die einzige der zwölf großen romanischen Kirchen Kölns, deren Fresken zum großen Teil erhalten sind. In den drei Mittelschiffsjochen, die um 1250 ausgemalt wurden, sind jeweils vier Szenen des Alten (jeweils nördlich) und des Neuen Testaments (jeweils südlich) paarweise in gegenseitigem Bezug und von Osten nach Westen erzählerisch fortschreitend dargestellt, wobei das Alte Testament auf seine Funktion als Prophezeiung des Neuen Testaments reduziert wurde:
1. Verheißung Isaaks und Mariä Verkündigung.[16]
2. Geburt Isaaks und Geburt Christi.[17]
3. Darbringung Samuels und Der zwölfjährige Jesus im Tempel.[18]
4. Bad des Naaman und Taufe Jesu.[19]
5. Mose bringt die Zehn Gebote und Verklärung Christi.[20]
6. Einzug Salomos in Israel und Einzug Jesu in Jerusalem.[21]
7. Gastmahl des Ahasveros und Abendmahl Jesu.[22]
8. Hiob im Unglück und Geißelung Jesu.[23]
9. Anbetung und Zerstörung der Ehernen Schlange und die Kreuzabnahme.[24]
10. Samson mit den Torflügeln der Stadt Gaza und Höllenfahrt Jesu.[25]
11. Himmelfahrt des Propheten Elias und Entrückung des Henoch sowie Christi Himmelfahrt.[26]
12. Gottesurteil am Karmel und Pfingstwunder.[27]

Die 1270/80 geschaffenen Fresken in den beiden Chorkapellen sind gleichfalls erhalten:
1. Die Gewölbemalerei der südlichen Chorkapelle ist um das Jahr 1270 entstanden und stellt die Heiligenlegende des Nikolaus von Myra als achtteiligen Bilderzyklus dar, wobei jede der vier Gewölbekappen durch eine gemalte Säule halbiert wird. Sie thematisieren drei Wunder aus dem Leben des Nikolaus.[29]
2. Das Deckenfresko der nördlichen Chorkapelle entstand etwas später als das der südlichen, wahrscheinlich um 1280. Als gleichfalls achtteiliger Bilderzyklus stellt es Szenen aus dem Leben der heiligen Katharina von Alexandrien dar. Diese Gewölbemalerei ist die einzige in St. Maria in Lyskirchen, die sich noch in dem Restaurierungs- und Übermalungszustand von 1879 befindet, der sich durch dunkle Farbigkeit und umfassende Verwendung von Goldbronze auszeichnet.[30]

Die jeweiligen Szenen werden durch Schriftbänder erklärt und sind in den Kreuzrippengewölben radial angeordnet, so dass die Illusion einer Kuppel entsteht. In den Zwickeln ergänzen im Süden Heilige und im Norden Propheten das Bildprogramm. Gesichert ist, dass auch an den Wänden figürliche Malereien existierten und wahrscheinlich gleichfalls im Chor.

### Fresko über dem Westportal
Als einziges Wandgemälde der zur Romanik wahrscheinlich umfangreich ausgemalten St. Maria in Lyskirchen ist die Anbetung der Könige innen über dem Westportal erhalten. Dieses Fresko wurde erst im Jahr 1947 entdeckt und entstand um 1220/30 als flachbogiges Tympanon. In der Bildmitte ist auf einem Thron sitzend Maria mit dem Jesuskind, der sich von links in Verehrung die Heiligen Drei Könige nähern. Rechts stehen zwei männliche Figuren, die nicht genau zuzuordnen sind. Möglicherweise handelt es sich um Propheten. Diese älteste Malerei der Kirche ist im Muldenstil gehalten, der an der Faltendarstellung der Kleidung erkennbar ist und sich zum Beispiel in den Glasfenstern von St. Kunibert wiederfindet. Die später entstandenen Gewölbefresken wurden bereits im darauf folgenden Zackenstil gefertigt.

### Taufstein

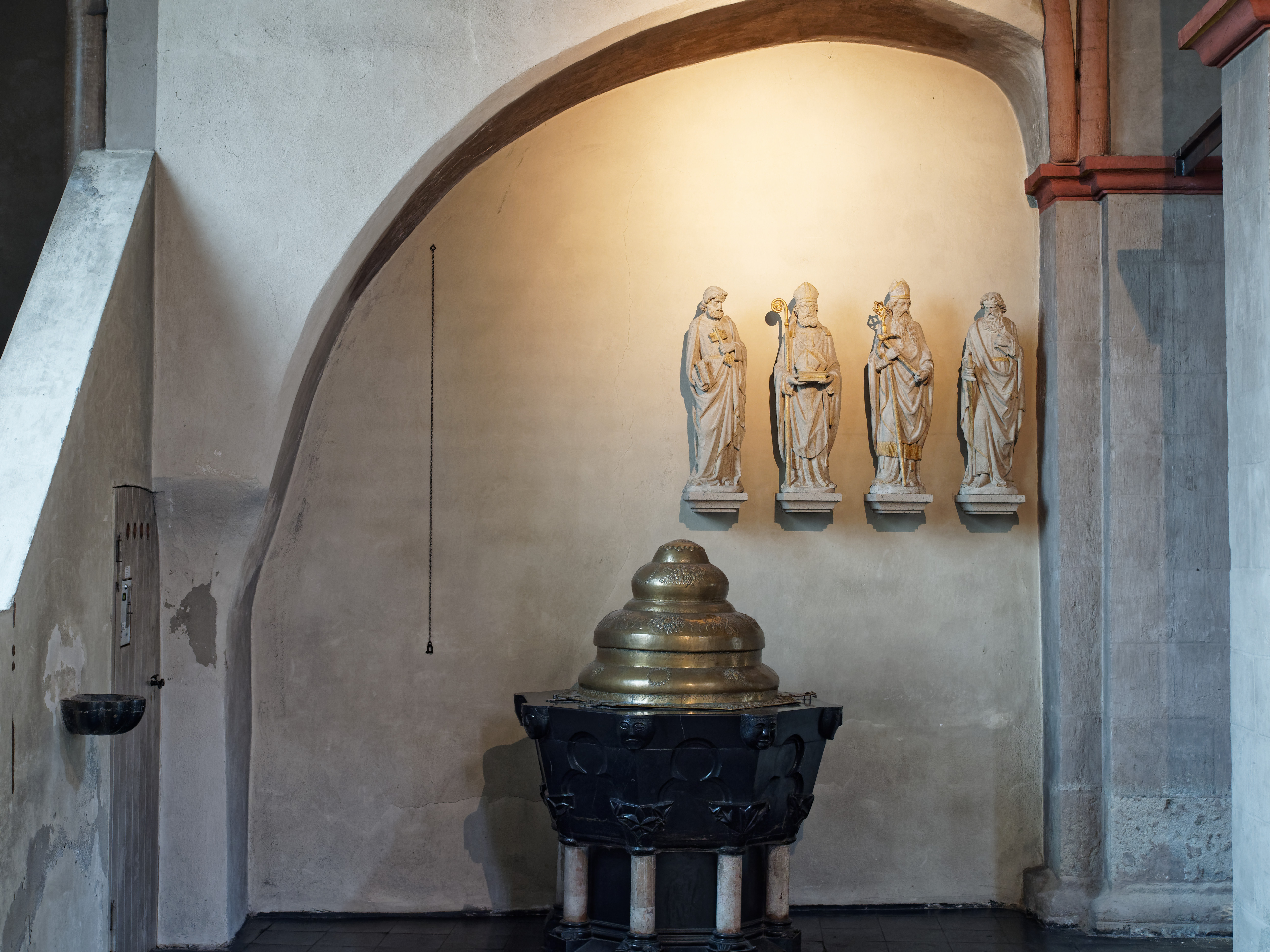
Taufstein und Altarfiguren

An der inneren Westwand südlich des Eingangsportals steht ein Taufstein. Dieser stammt aus der zweiten Hälfte des 13. Jahrhunderts und ist somit neben den Fresken das einzig erhaltene Ausstattungsstück aus der Romanik. Das achteckige, sich nach oben verbreiternde Taufbecken ist aus Namurer Blaustein gefertigt und 1,02 m hoch. Es ruht auf einer achteckigen Mittelstütze mit acht Säulen aus hellem Marmor. Die acht Seiten des Taufbeckens sind mit Dreipassbögen ausgeschmückt, während auf Höhe der oberen Kante die acht Ecken durch Zierköpfe mit kerbschnittartigen Gesichtern betont werden. Der Taufstein stellt einen zur damaligen Zeit am Niederrhein weit verbreiteten Typus dar.

### Kirchenfenster

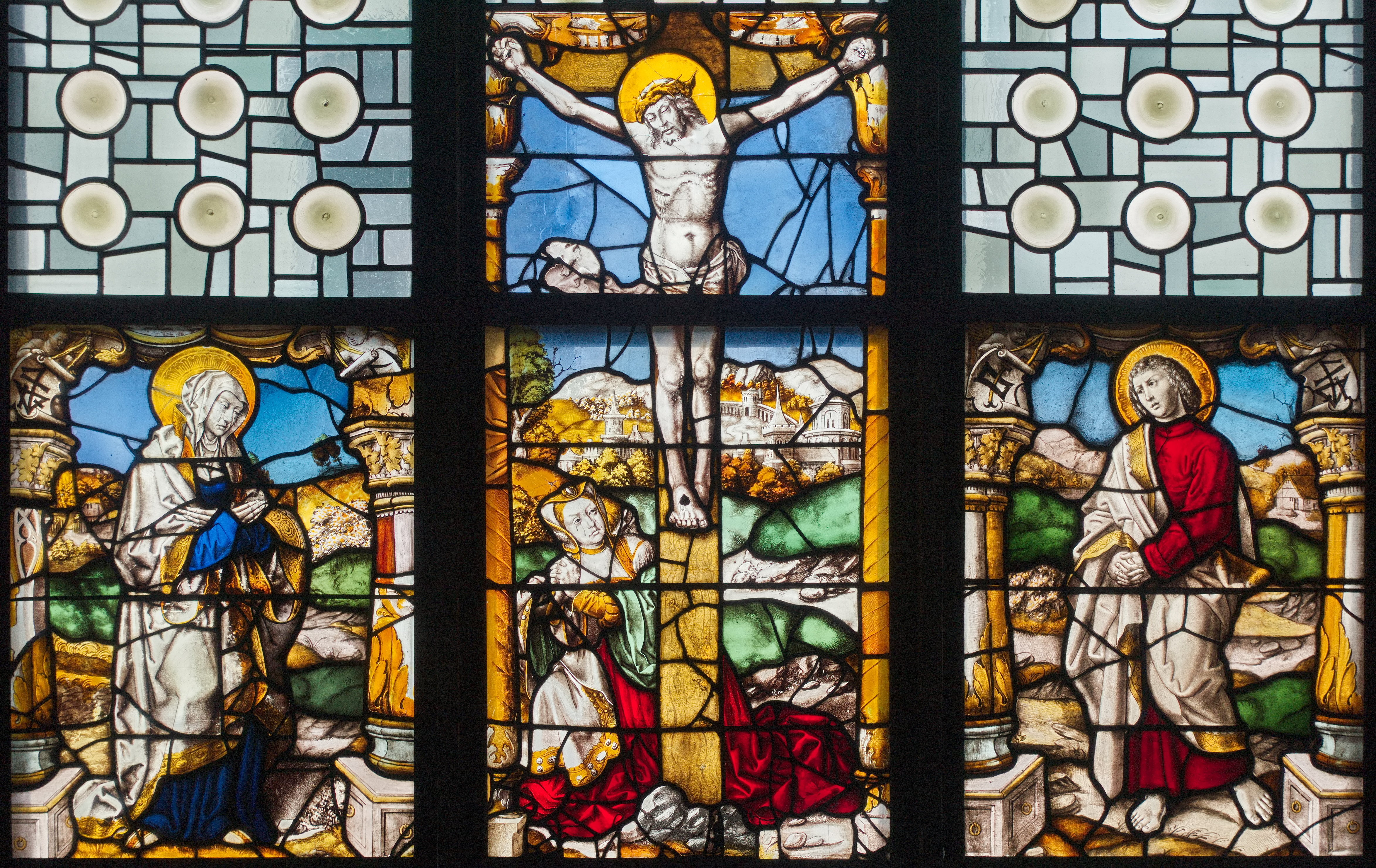
Kreuzigungsszene mit Maria Magdalena des mittleren Nordfensters

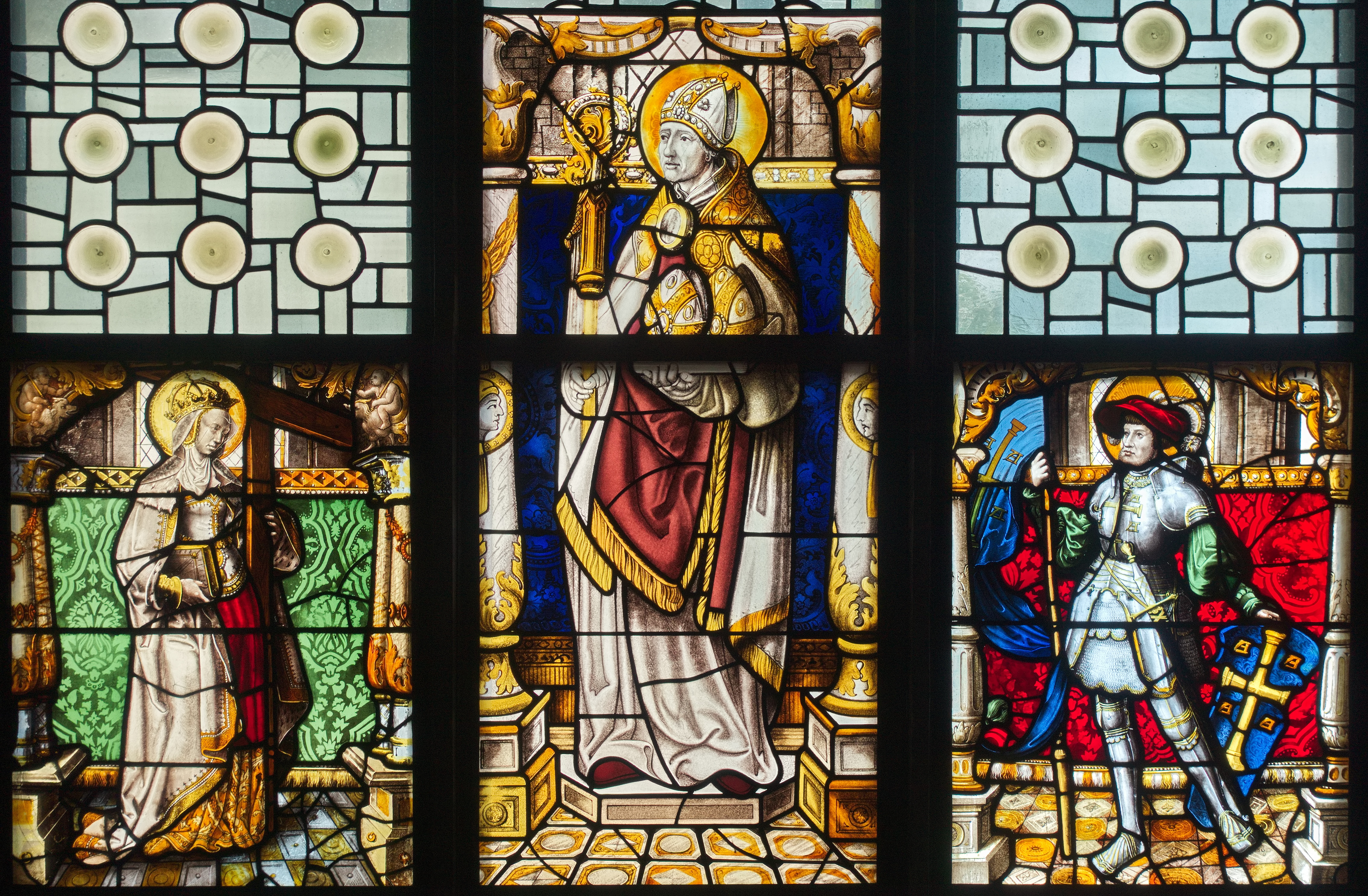
Die hll. Helena, Maternus und Gereon des rechten Nordfensters

Historisch bedeutsam sind die drei Bleiglasfenster des nördlichen Seitenschiffs, die aus der Zeit um 1520/30 stammen. Die Glasmalerei des mittleren, dreibahnigen Fensters zeigt die Kreuzigung Christi. In der mittleren Bahn ist das Kreuz abgebildet, das die wohlhabend gekleidete Maria Magdalena umfasst. Auf den Bahnen links und rechts davon stehen Maria und Johannes. Die mit besonders differenzierten Gesichtern und Gewändern dargestellten Figuren im Stile der Spätgotik sind vor einem einheitlichen Landschaftshintergrund abgebildet. Eingerahmt sind die Bahnen jeweils von klassischen Säulen und Flachbögen, die zeittypisch Elemente der Gotik und Renaissance vereinen. Über den Kapitellen der linken und rechten Bahn tragen jeweils kleine Engel die Stifterwappen.
Das gleichfalls dreibahnige östliche Fenster zeigt die heilige Helena mit dem wiederentdeckten Kreuz Christi, Maternus und den heiligen Gereon mit Fahne und Schild. Die drei Bilder werden jeweils von Säulen eingerahmt, deren Kapitelle mit Akanthusornamenten verziert sind. Anders als beim mittleren Fenster werden hier die Stilmittel der Renaissance nicht durch gotische Elemente ergänzt und die Figuren scheinen mehr an zeitgenössischen italienischen Vorbildern orientiert als beim westlichen Nachbarfenster.
Die drei Fenster der Ostapsis entstanden 1987 aus der Hand von Hans Lünenborg. Das nordöstliche Fenster bildet die Kölner Bischofsheiligen Agilolf, Anno, Brun, Engelbert, Everigisil, Heribert, Kunibert, Maternus und Severin ab. Das mittlere Fenstert zeigt Mariä Aufnahme in den Himmel und das südöstliche Nikolaus von Myra mit Brotkorb und Schiff.

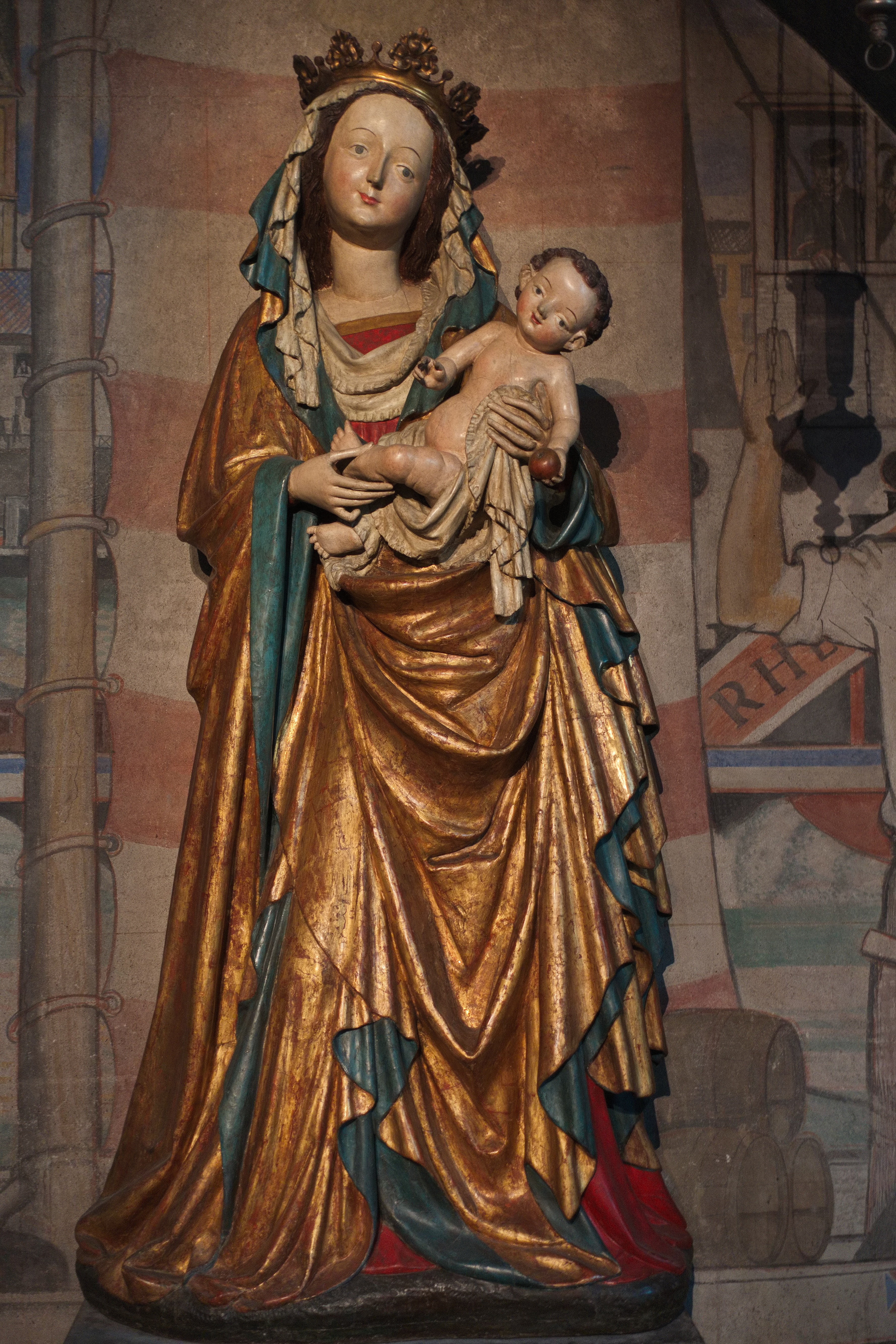
Schiffermadonna, um 1420

### Schiffermadonna
St. Maria in Lyskirchen wird auch Schifferkirche genannt, weil dort die spätgotische Schiffermadonna verehrt wird. Sie steht an der inneren Westwand nördlich des Eingangsportals, wurde um 1410/20 im Rheinland geschaffen und ist über 2 Meter groß. Wahrscheinlich gelangte sie erst Anfang des 19. Jahrhunderts nach St. Maria in Lyskirchen und stammt möglicherweise aus dem Zisterzienserinnen-Kloster Walberberg. Die Schiffermadonna weist eine starke Entsprechung zur Schönen Madonna in St. Foillan in Aachen auf und ist wie diese im weichen Stil des böhmischen Typus gefertigt. Charakteristische Merkmale sind unter anderem das dem Betrachter zugewandte Jesuskind, das einen kleinen Apfel zu reichen scheint, sowie die Formung der Gewandmasse der Madonna, deren Säume zu ihrer Rechten in langen Bahnen und zur Linken kaskadenartig abfallen. Die Figur wurde bis 1868 außen an der Ostapsis aufgestellt, was vermutlich zu der historisch falschen Annahme führte, sie sei von Rheinschiffern besonders verehrt worden, woraus die Bezeichnung Schiffermadonna entstand. Die damit zusammenhängende Überzeugung, St. Maria in Lyskirchen sei die Kirche der Schiffer gewesen, ist gleichfalls nicht fundiert. Zwar lebten im Veedel um die Kirche seit dem Spätmittelalter zum Teil Schiffer, aber eine entsprechende Zunft sowie eine Nikolaus-Bruderschaft entstanden erst im 17. Jahrhundert. Die Statue steht in einer von Peter Hecker ausgemalten Wandnische, die zur Madonna aufschauende Schiffer zeigt.

### Statue Heiliger Maternus
An der Nordwand des Langhauses zwischen dem zweiten und dritten Joch steht eine Holzskulptur des Kölner Bischofs Maternus mit zwei Mitren zur Hand. Sie stammt wahrscheinlich vom ehemaligen barocken Hochaltar aus dem Jahr 1665, der während des Hochwassers 1784 zerstört wurde, und wird dem Umkreis Jeremias Geisselbrunns zugeschrieben. Seit 1975 in Weiß gefasst, mit vergoldeten Säumen und Ornamenten, ist über ihre ursprüngliche Farbgebung nichts bekannt. Nach der Entfernung des nachfolgenden Altarbildes im Jahr 1860 verblieb sie mit einer Skulptur des heiligen Nikolaus, die heute nicht mehr im Kirchenraum steht, als Überrest des ursprünglichen barocken Hochaltars.

### Schatzvitrine

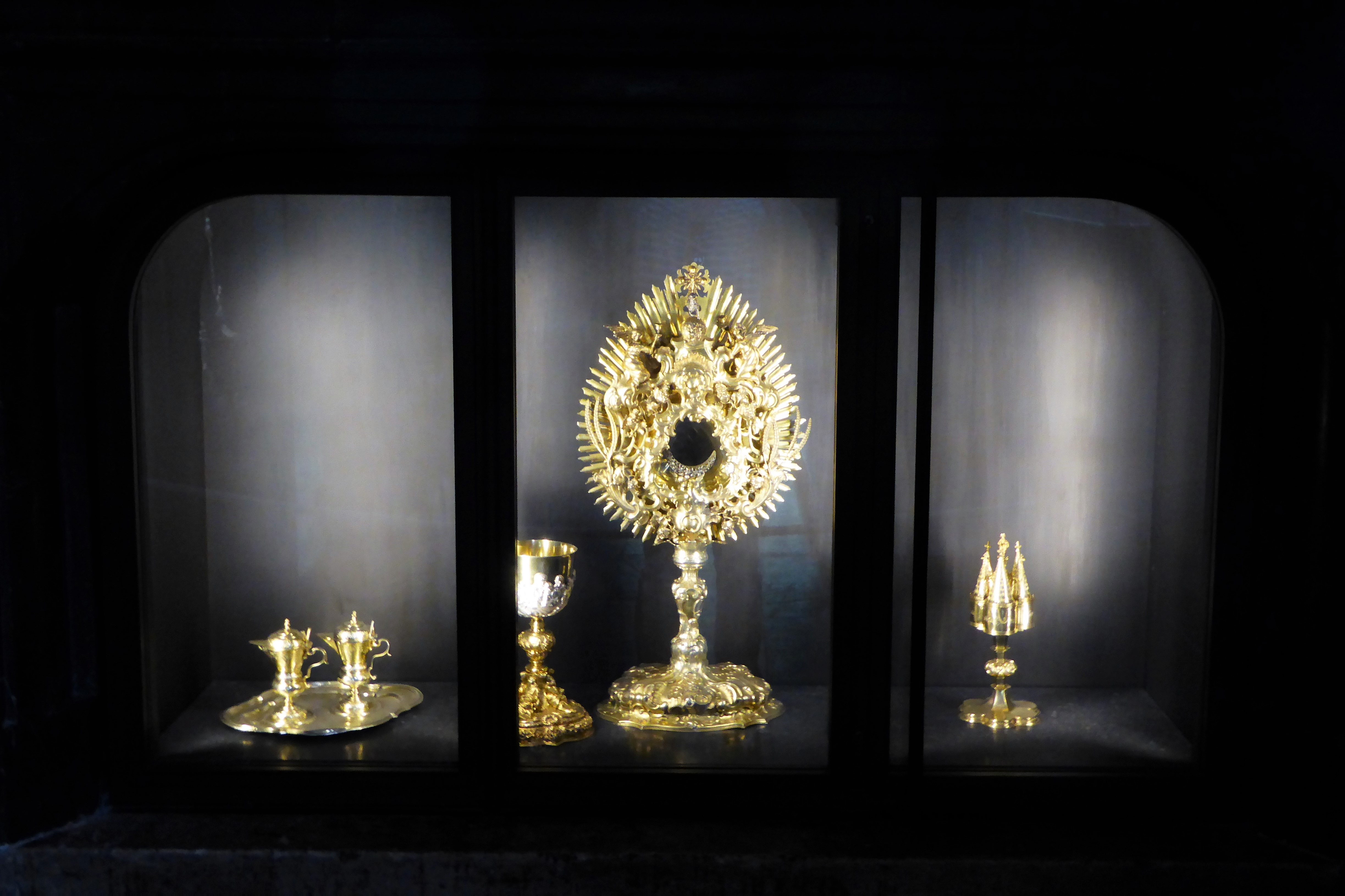
Schatzvitrine (2018)

In eine Mauernische der nördlichen Chorkapelle wurde im Jahr 2014 eine Schatzvitrine eingearbeitet, die vier Stücke mit teilweisem Bezug zur Gemeindegeschichte ausstellt:
1. ein Salbölgefäß, das um 1500 in einer Kölner Werkstatt entstand und oben den heiligen Jakobus zeigt.
2. der sogenannte Apostelkelch. Dieser wurde um 1695 in Köln gefertigt und stammt aus dem Servitinnenkloster St. Lucia, das im Filzengraben stand und während der Säkularisation unter Napoleon aufgelöst wurde. Über eine wohlhabende Witwe gingen einige der Kirchenschätze aus diesem Kloster in den Besitz von St. Maria in Lyskirchen über. Am Fuß des Kelches sind die vier Evangelisten mit ihren jeweiligen Attributen abgebildet. Darüber sind die Apostel beim Abendmahl zu sehen.
3. ein Messtablett mit Kännchen für Wein und Wasser. Dieses entstand 1795 in Köln und zeigt den hl. Maternus. Laut Legende hat er seine Klosterzelle dort gehabt, wo heute die Krypta von St. Maria in Lyskirchen liegt.
4. eine Strahlenmonstranz im Zentrum der Schatzvitrine. Diese wurde im Jahr 1763 in Köln gefertigt. Sie thematisiert die Eucharistie und stellt unter anderem Ähren und Trauben als Verweis auf Brot und Wein des Abendmahls dar. An ihrer Spitze ist eine Weltkugel mit der Abbildung des Sündenfalls. Des Weiteren ist ein Kreuz zu sehen, das auf einem Lamm aufgerichtet ist, das das Symbol des Agnus Dei bildet.[39]

Der kostbarste Kirchenschatz von St. Maria in Lyskirchen, das als Salierkreuz bekannte Vortragekreuz aus dem 12. Jahrhundert, ist aus Sicherheitsgründen in einem Depot der Gemeinde verwahrt. In der Liturgie findet es nur anlässlich von Hochfesten Verwendung.

### TriptychonBeweinung Christi
In der Nordostecke des Seitenschiffs steht ein Altar mit der Kopie eines Triptychons von Joos van Cleve, das laut Inschrift 1524 durch den Ratsherren Gobelinus Schmitgen gestiftet wurde. Das Original wurde durch die Gemeinde im Jahr 1812 verkauft und gehört heute dem Frankfurter Städel. Die Kopie wurde 1816 durch Benedikt Beckenkamp geschaffen und ersetzte das Original an gleicher Stelle. Der mittlere Flügel zeigt die Beweinung Christi. Neben Maria, Nikodemus, Johannes und Maria Magdalena ist der Stifter des Retabels abgebildet. Die Flügel zeigen die heilige Veronika mit dem Schweißtuch Christi sowie Josef von Arimathäa mit der Dornenkrone.

### Seitenaltar mitKreuzigung Christi
In der erhöhten nördlichen Chorseitenkapelle steht ostwärts ein weiteres Retabel, das die Kreuzigung Christi darstellt und aus dem 17. Jahrhundert stammt. Der nach oben blickende Christus hat stilistisch ein Bild von Gortzius Geldorp aus dem Jahr 1602 zum Vorbild, das im Senatssaal des Kölner Rathauses hängt. Links ist die Altarstifterin abgebildet. Die kleine Pietà auf dem Altartisch wurde um das Jahr 1480 gefertigt.

### Madonnenstatue des Hochaltars
Im nicht mehr erhaltenen Hochaltarretabel stand eine 1,15 m hohe Marienstatue mit Kind, die noch ihre alte Fassung trägt. Die Holzschnitzfigur wurde wahrscheinlich in Köln gefertigt und stammt aus dem zweiten Viertel des 14. Jahrhunderts. Die Madonna, deren Mantel eher einfach gestaltet ist, wurde der Kirche 1885 von Catharina Pütz geschenkt. Die Statue steht heute vor der nordwestlichen Säule des Chorquadrats und blickt nach Westen. Wegen des Stieglitz in der Hand des Jesuskindes, der als Hinweis auf die Passion gilt, wird sie auch „Stieglitzmadonna“ genannt.

### Chorgestühl und GnadenbildMariä Verkündigung
An der Ostwand der südlichen Turmkapelle steht ein im Jahr 1520 gefertigtes Chorgestühl. Die dreiteilige Sitzreihe stammt ursprünglich aus dem 1802 aufgelösten Servitinnenkloster St. Lucia. Ebenfalls aus diesem Kloster kommt die an der Nordwand des Chors hängende Kopie eines Gemäldes aus Santissima Annunziata in Florenz. Das Gnadenbild stellt Mariä Verkündigung dar und entstand zur Mitte des 17. Jahrhunderts.

### Galerie der Ausstattung

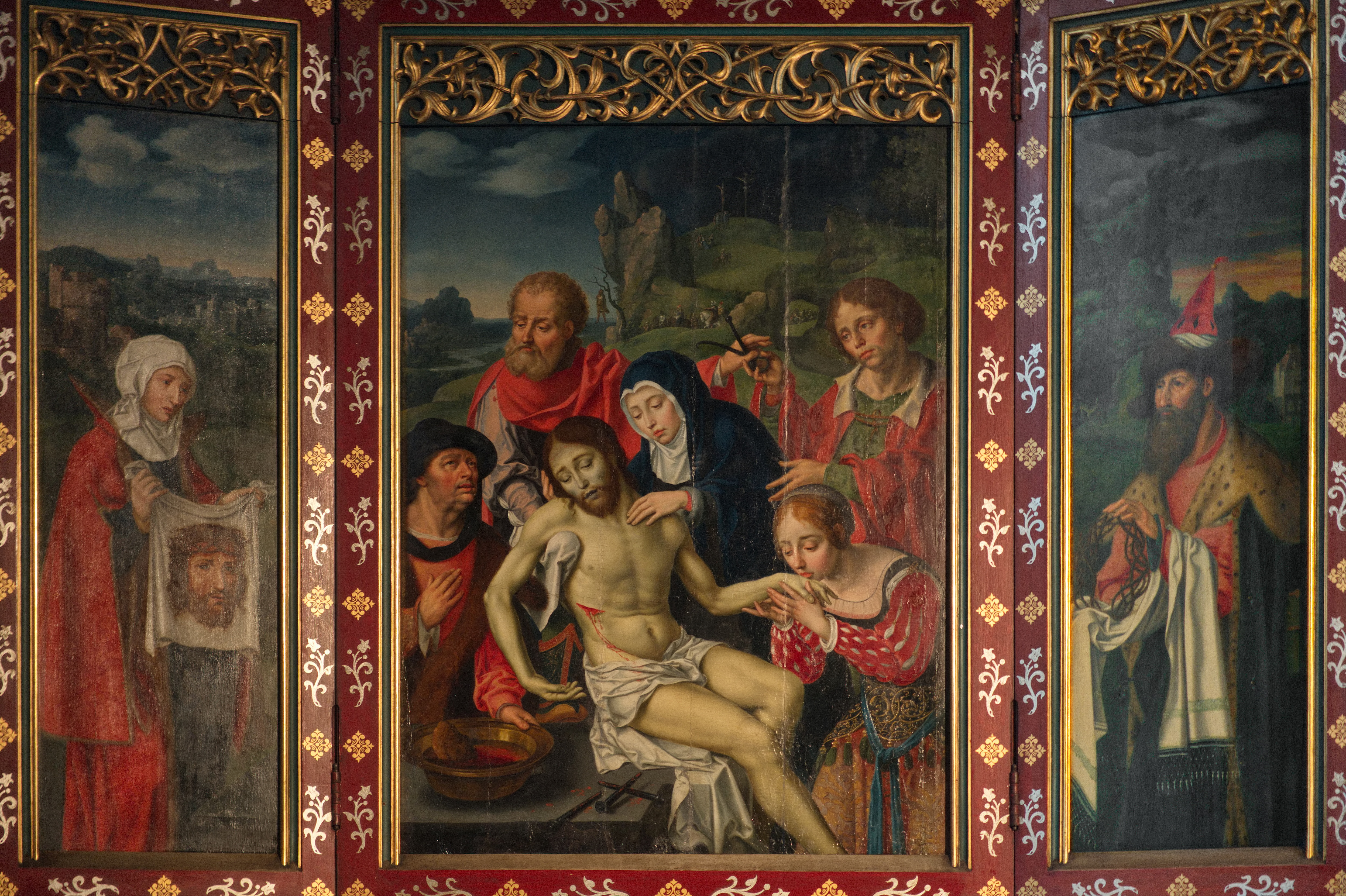
Beweinungsaltar, Kopie von 1816 nach Joos van Cleve, 1524
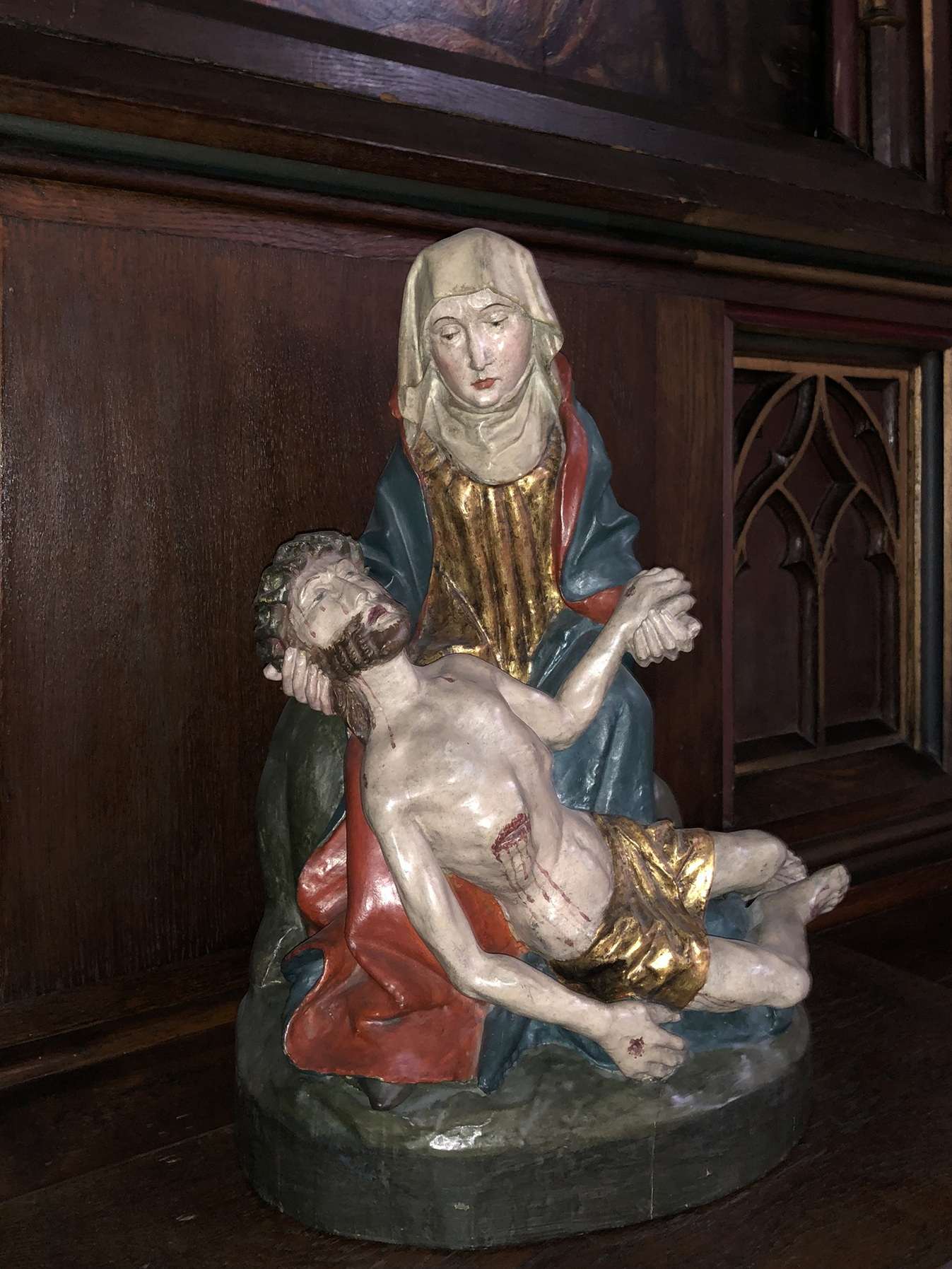
Pietà, um 1480, auf dem Altar der Nordkapelle
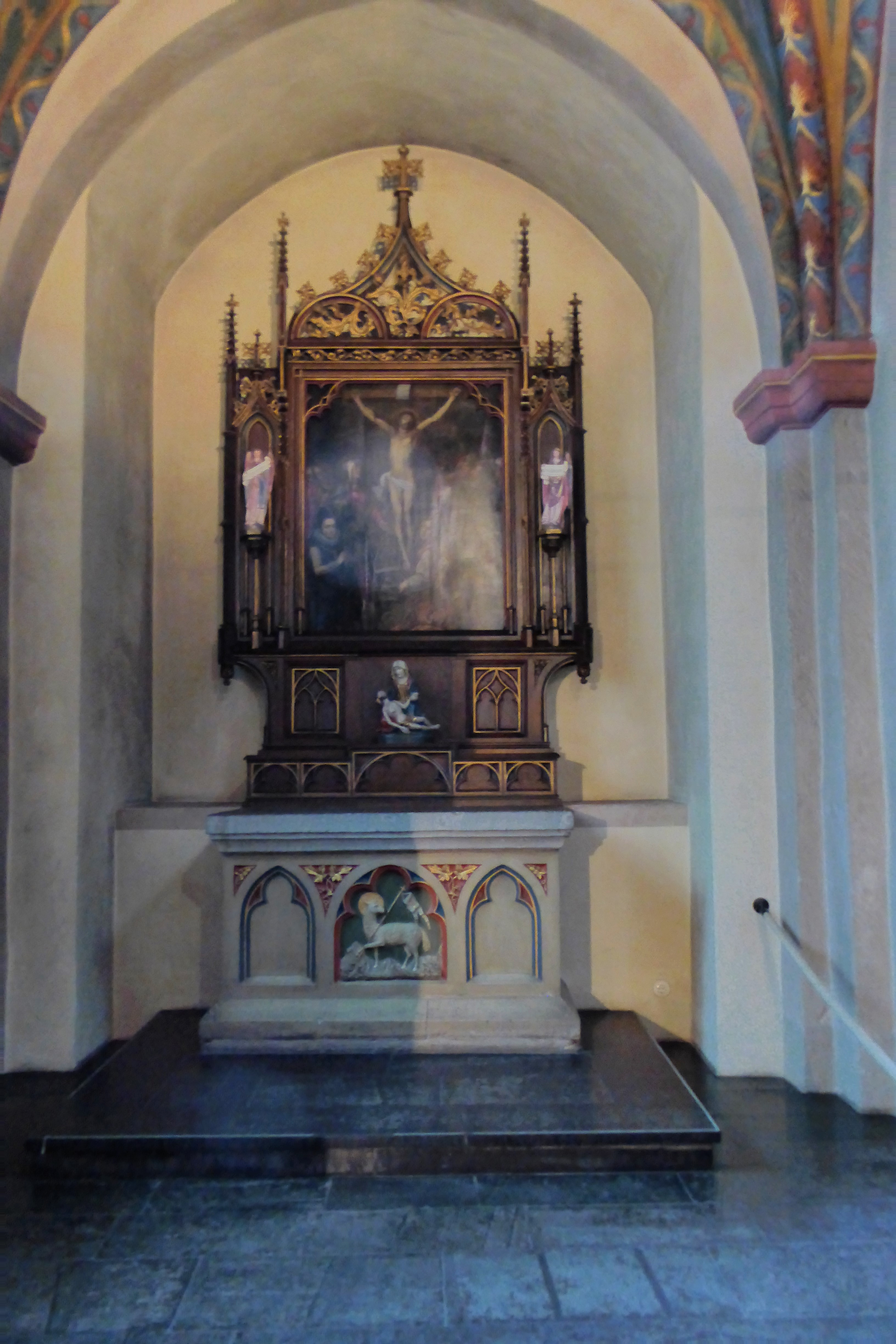
Kreuzigung Christi, 17. Jh.
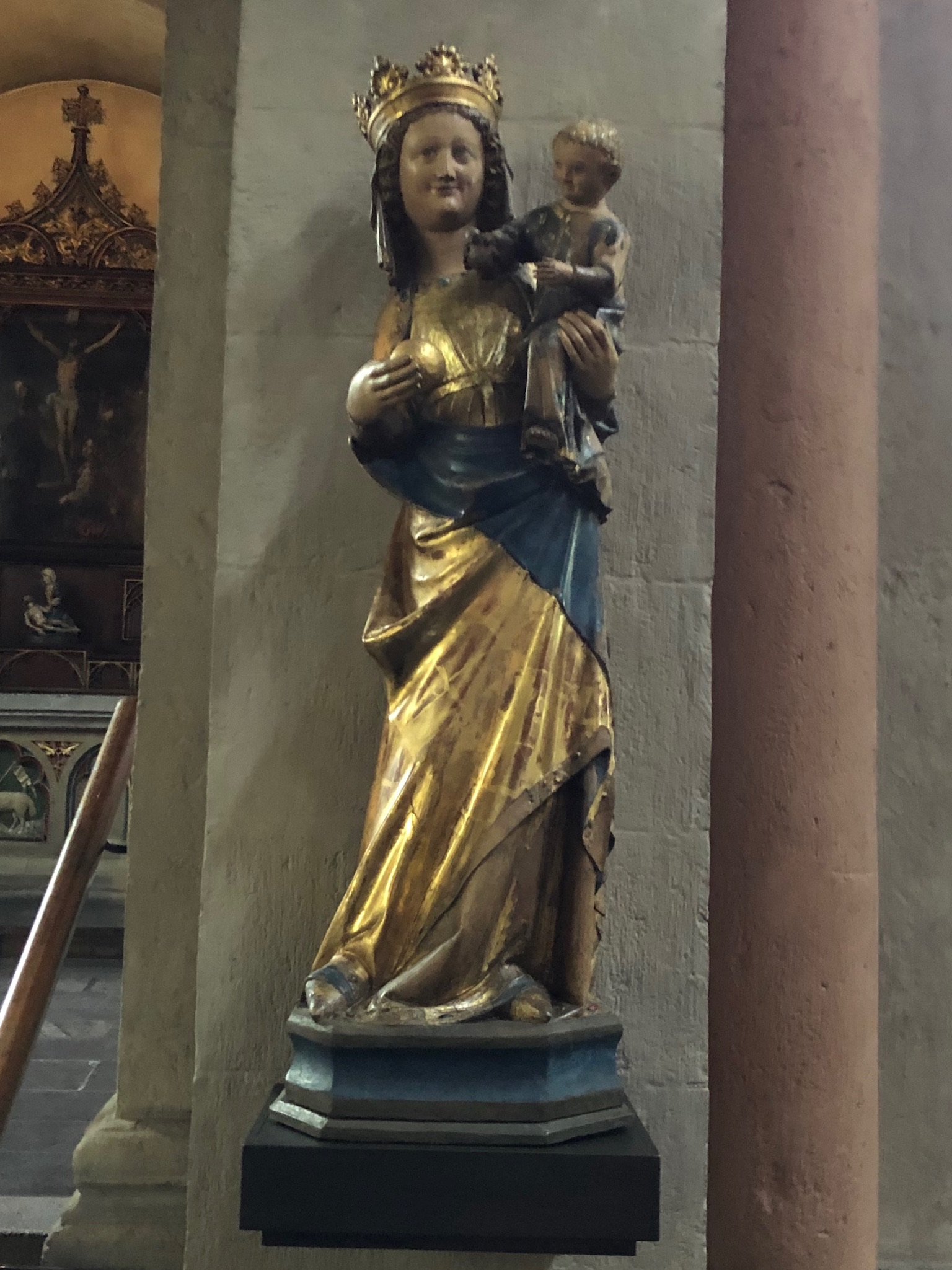
Stieglitzmadonna, zweites Viertel 14. Jh.
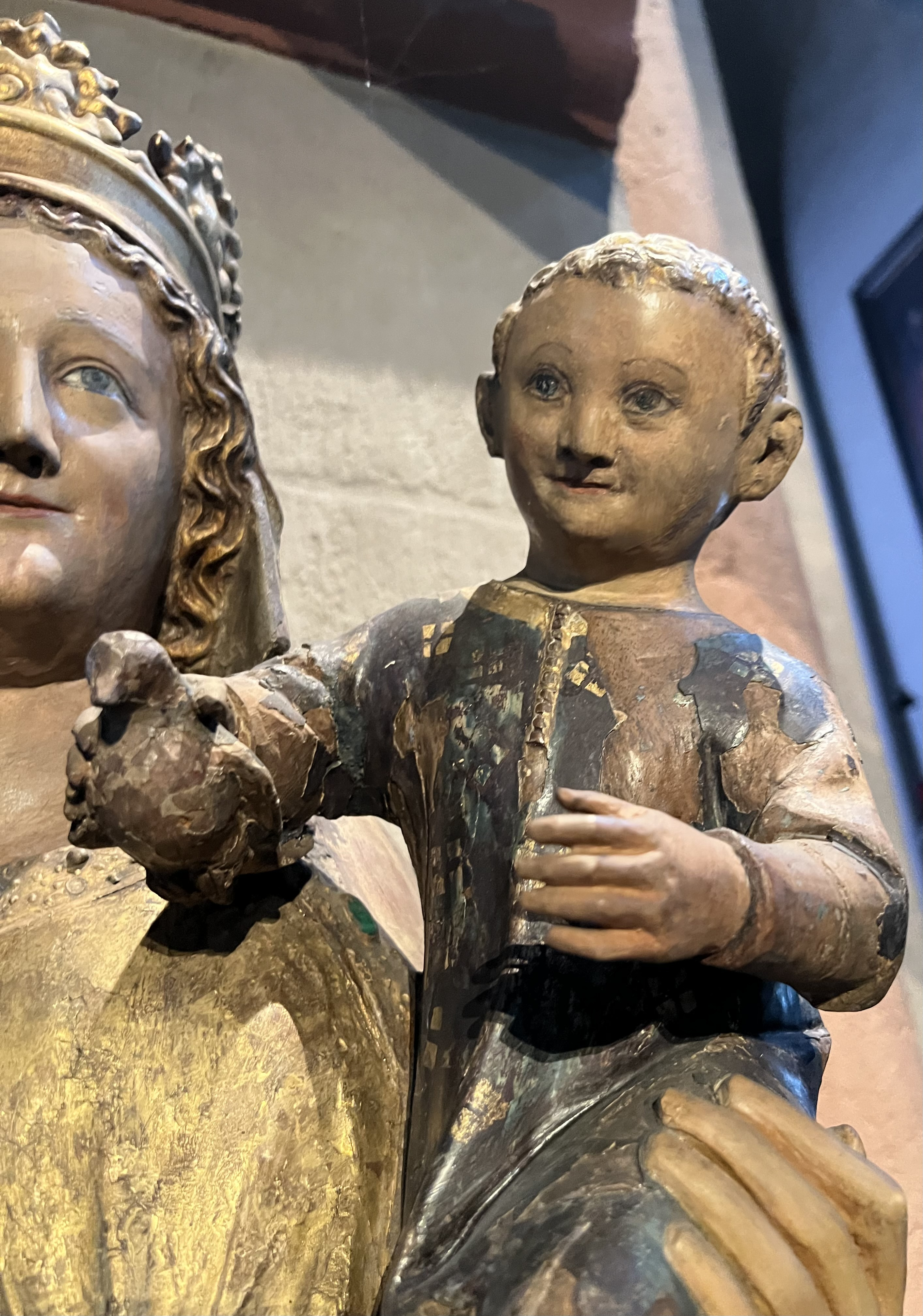
Detail der Stieglitzmadonna
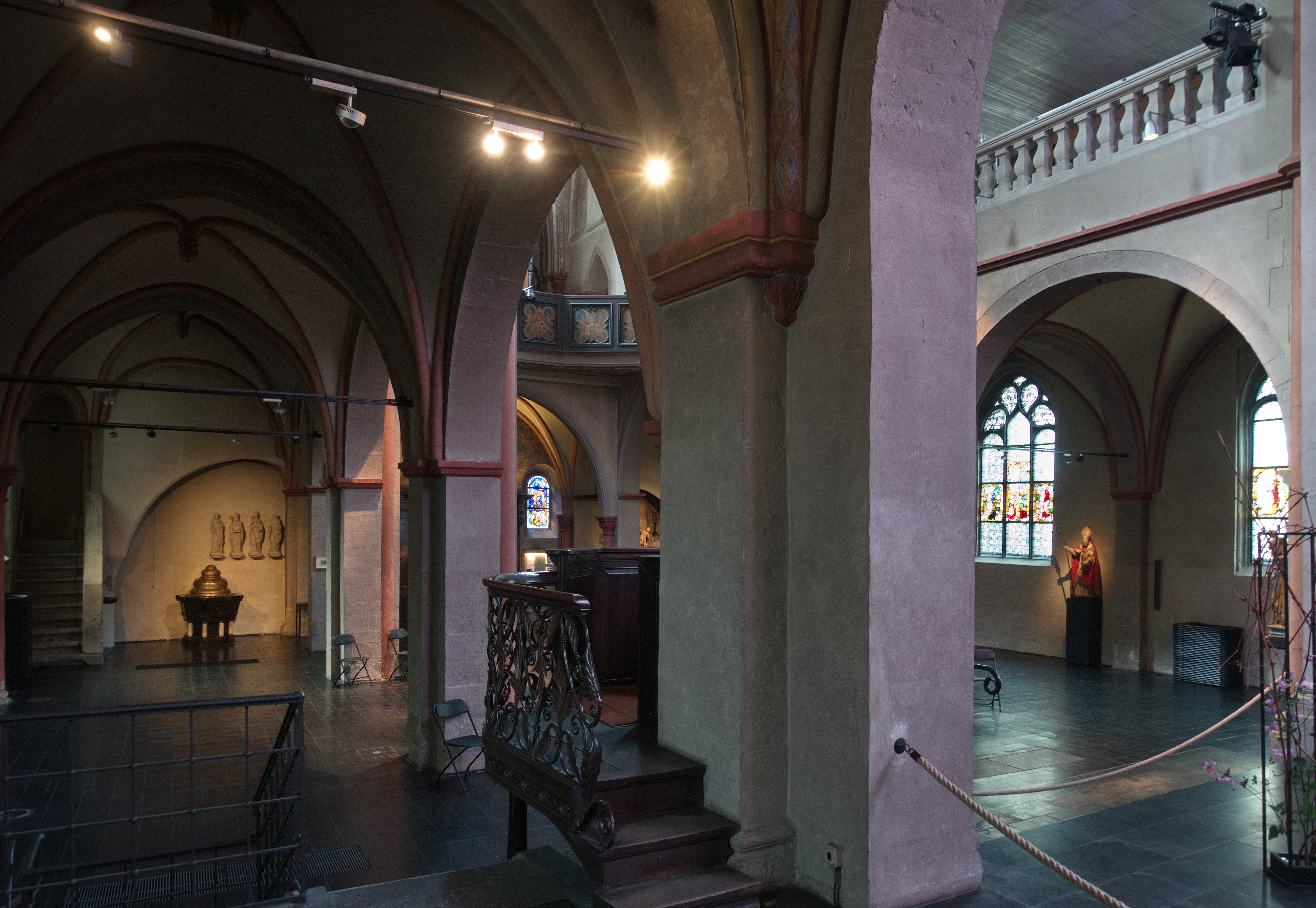
Blick von der Empore der Südkapelle

### Orgel

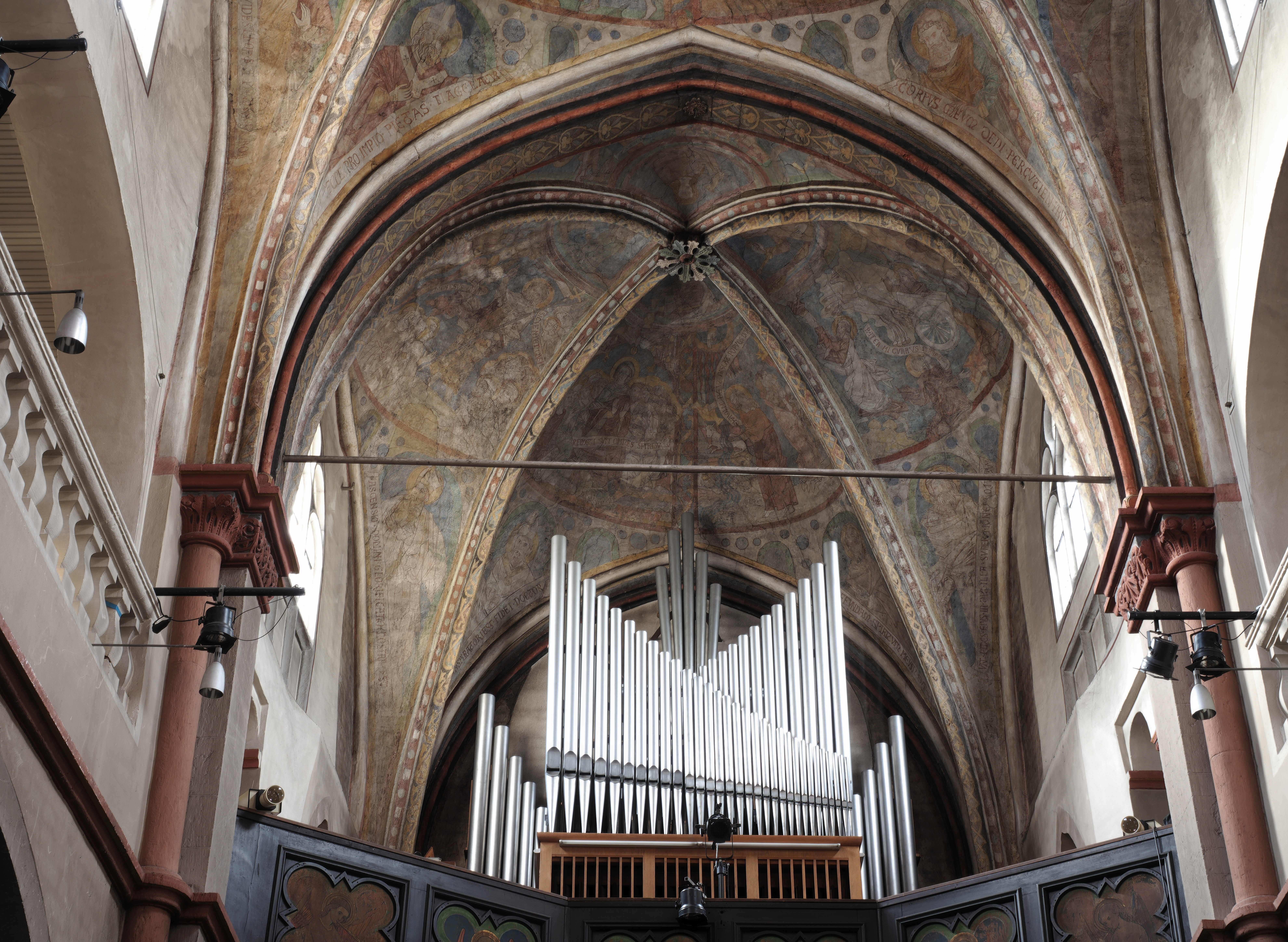
Orgel auf der Empore

Im Jahr 1957 erhielt die Kirche eine Orgel der Orgelbaufirma Romanus Seifert & Sohn aus Kevelaer mit 20 Registern, verteilt auf zwei Manuale und Pedal. Sie steht auf einer Empore, die um 1750 erbaut wurde. Im Jahr 1880 bemalte Goebbels die Empore mit musizierenden Engeln.

### Glocken und Turmuhr

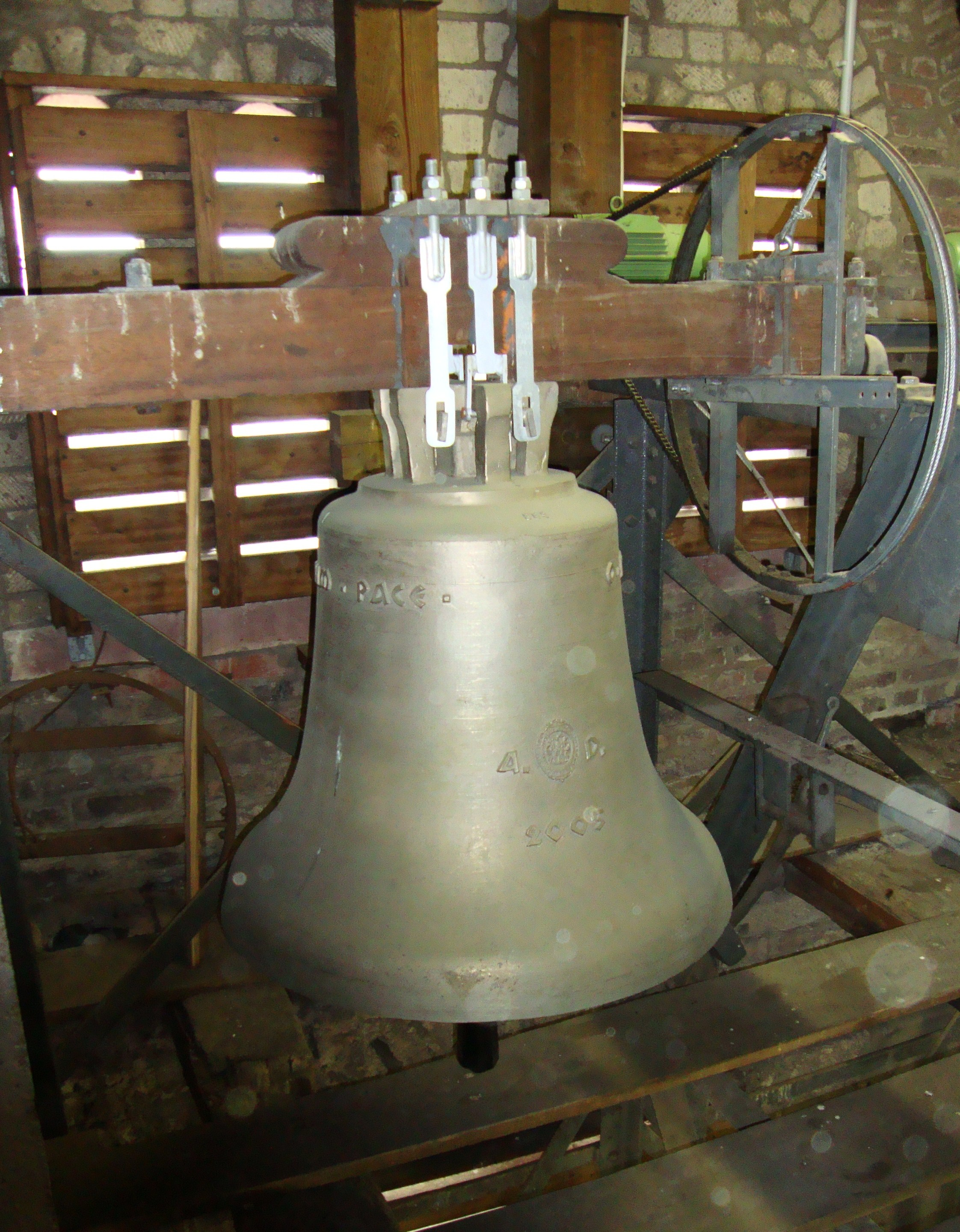
Christusglocke von 2005

Vor dem Ersten Weltkrieg besaß die Kirche ein Geläut aus drei Glocken, 1817 von Peter Boitel aus Bourmont gegossen. Die große Glocke, 1528 Pfund schwer und der Gottesmutter geweiht, wurde 1870 unter Beibehaltung der Inschrift umgegossen. Die mittlere Glocke, 1112 Pfund schwer, war dem heiligen Maternus, die kleine Glocke, 808 Pfund schwer, dem heiligen Nikolaus geweiht. Dieses Geläut musste im Ersten Weltkrieg abgegeben werden. Nur wenige Jahre später, im Jahre 1919, goss Ernst Karl Otto von der Glockengießerei Otto aus Hemelingen/Bremen ein neues Geläut von etwa 48 Zentnern Gesamtgewicht, bestehend aus vier Glocken mit den Schlagtönen: f' – as' – b' – as". Von ihnen hat lediglich die mittlere as'-Glocke, der Gottesmutter geweiht, den Zweiten Weltkrieg überdauert. 1962 goss die Glockengießerei Petit & Gebr. Edelbrock aus Gescher zwei neue Glocken. Zusammen mit der verbliebenen Marienglocke von 1919 und der unversehrten Glocke des 14. Jahrhunderts aus St. Cäcilien als Leihgabe erklang das Geläut nicht nur wieder vierstimmig, sondern auch in der vormaligen Tonlage. Mit einer Geläuteerweiterung an St. Peter im Jahr 2005 wurde die alte Glocke dorthin überstellt und für St. Maria in Lyskirchen eine neue Glocke mit der gleichen Inschrift gegossen. Der bis zum Zweiten Weltkrieg vorhandene Dachreiter auf dem Mittelschiffdach wurde mit Glocke zerstört und ist seitdem nicht wiederhergestellt worden. Die mechanische Turmuhr, 1886 von der Firma Johann Mannhardt aus München angefertigt, war mit einem Stunden- und einem Viertelstundenschlagwerk ausgerüstet. Im Rahmen des Wiederaufbaus 1955 wurde die Uhr demontiert. Die vormals vorhandenen Ziffernblätter wurden nicht wiederhergestellt. Allerdings hat man die Tradition des Uhrschlags in einfacher Form fortgeführt: Ein elektrisches Schlagwerk zeigt auf der großen Glocke die halben und vollen Stunden an. 2015 kehrte die hochwertige Turmuhr restauriert zurück und ist seitdem auf der Empore des Nordseitenschiffs als Schaustück aufgestellt. Jeden Tag wird zum Engel des Herrn wie folgt geläutet: Zuerst wird die große Glocke drei Mal zu je drei Schlägen angeschlagen, worauf mit der kleinen Glocke ein kurzes Zeichen geläutet wird.
| Nr. | Name     | Gussjahr | Gießer, Gussort                    | Durchmesser (mm) | Masse (kg, ca.) | Schlagton (a′ = 435 Hz) | Inschrift (in Versalien) |
| --- | -------- | -------- | ---------------------------------- | ---------------- | --------------- | ----------------------- | --- |
| 1   | Nikolaus | 1962     | Petit & Gebr. Edelbrock, Gescher   | 1.110            | 825             | f′ +1/16                | S. Nicolai nomine vocor voco Dei in nomine.                                                                                   |
| 2   | Maria    | 1919     | Ernst Karl Otto, Bremen-Hemelingen | 1080             | 625             | as′ +1/16               | Maria bin ich genannt, ich schirme das Volk hier am Strand ohne Makel bin ich im Ursprung. Den Sündern erfleh’ ich Vergebung. |
| 3   | Christus | 2005     | Petit & Gebr. Edelbrock, Gescher   | 820              | 333             | b′ +4/16                | O rex gloriae Christe veni cum pace.                                                                                          |
| 4   | Raphael  | 1962     | Petit & Gebr. Edelbrock, Gescher   | 730              | 245             | c″ +2/16                | Sis S. Raphael terra marique tutor.                                                                                           |

## Trivia
Nach dem Veedel um die Kirche benennt sich die 1930 gegründete Kölner Karnevalsgesellschaft Lyskircher Junge.

### Weiterführende Literatur
- Sabine Czymmek: Die Kölner romanischen Kirchen. Schatzkunst, Band 2 (= Colonia Romanica, Jahrbuch des Fördervereins Romanische Kirchen Köln e. V., Band XXIII). Köln 2008, ISBN 978-3-7743-0422-2, S. 61–101.
- Ralf Krombholz: Die Ausgrabungen in St. Maria Lyskirchen in den Jahren 1972 und 1988. In: Kölner Jahrbuch für Vor- und Frühgeschichte. Band 23, 1990, S. 467–501.
- Ralf Krombholz: Köln: St. Maria Lyskirchen. Bachem, Köln 1992.
- Wilhelm Nyssen: Heilige Übereinstimmung zwischen Altem und Neuem Bund: Die Gewölberosen von St. Maria Lyskirchen. In: Wilhelm Nyssen: Verborgenes Licht. Themen Kölnischer Romanik. Luthe-Verlag, Köln 1985, ISBN 3-922727-19-8, S. 69–128.
- Theodor Paas: Die Pfarre St. Maria-Lyskirchen zu Köln. In ihrer geschichtlichen Entwicklung dargestellt. Köln 1932.
- Uwe Westfehling: St. Maria Lyskirchen. In: Förderverein Romanische Kirchen Köln (Hrsg.): Kölner Kirchen und ihre mittelalterliche Ausstattung. Band 2 (= Colonia Romanica. Jahrbuch des Fördervereins Romanische Kirchen Köln, Bd. 11). Greven Verlag, Köln 1996, S. 104–116.